# Rhein-Herne-Kanal

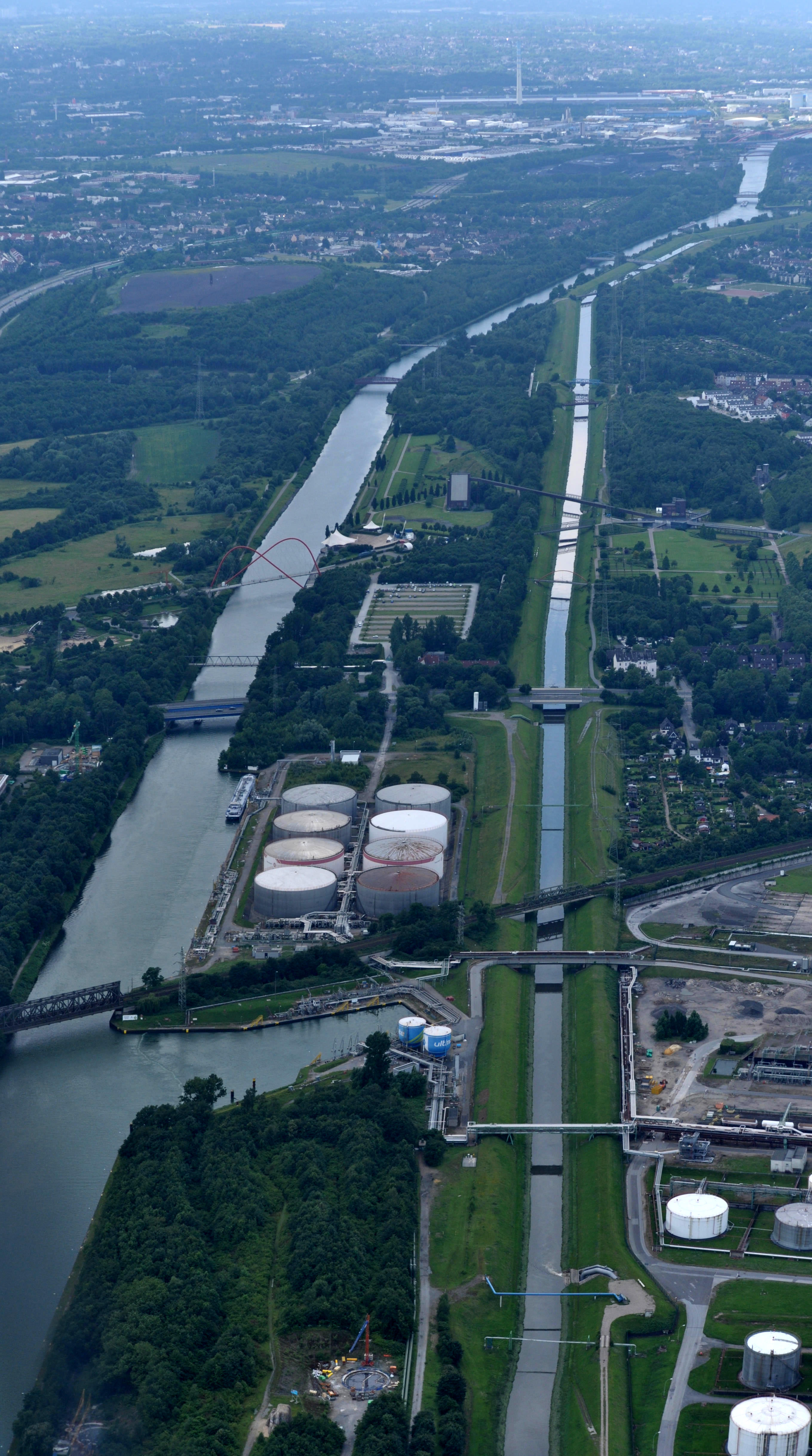
Rhein-Herne-Kanal (links) und Emscher bei Gelsenkirchen – Blickrichtung Westen. In der Bildmitte die rote Doppelbogenbrücke und das Amphitheater am Nordsternpark – dahinter am linken Ufer die kahle Schurenbachhalde.

Der Rhein-Herne-Kanal (kurz: RHK) ist eine Bundeswasserstraße in Nordrhein-Westfalen. Als Teil des westdeutschen Kanalnetzes führt die rund 46 km lange Kanaltrasse seit 1914 quer durch das Ruhrgebiet und folgt weitgehend dem Tal der Emscher. Zwischen Duisburg im Westen und Castrop-Rauxel im Osten überwindet der Kanal an fünf Fallstufen insgesamt 36 Meter Höhe. Bis 2030 soll er für Großmotorgüterschiffe und Schubverbände mit zwei Leichtern (Schiffstypen der Kategorie Vb) durchgängig befahrbar sein.

## Verlauf
Der Anfangspunkt des Kanals liegt im Duisburger Hafen an der Schleuse Meiderich. Direkt im Oberwasser zweigt der Verbindungskanal zum Unterlauf der Ruhr ab, der in seiner Fortsetzung mit gleichem Wasserstand bis zum Ruhrwehr Duisburg führt. Die daneben liegende Ruhrschleuse Duisburg ist die alternative Verbindung zum Rhein und die Entlastung der Meidericher Schleuse. Ruhraufwärts wird über den so genannten Ruhrschifffahrtskanal der Rhein-Ruhr-Hafen in Mülheim erreicht.
Ab Oberhausen folgt der Kanal südlich und weitgehend parallel der begradigten Emscher mit den Schleusen in Oberhausen, Gelsenkirchen und Wanne-Eickel. Dazwischen sind die größeren Städte Essen, Gelsenkirchen, Herne und Recklinghausen über ihre Stadthäfen am Kanal direkt angeschlossen. Durch die dichte Verkehrsinfrastruktur der Emscherzone queren zahllose Brücken, Düker und Durchlässe den Kanal. Hinter der letzten Schleuse Herne-Ost verläuft der Kanal in nördlicher Richtung und endet nach Überquerung der Emscher am Schleusenpark Waltrop, wo die Scheitelhaltung des RHK mit gleichen Wasserstand in den Dortmund-Ems-Kanal (DEK) übergeht.
Mit dem westlichen Ausgangspunkt am Rhein besteht ein guter Anschluss der Kanalanlieger an die Industriestandorte der Rheinschiene und dem Seehafen in Rotterdam. Im Nordosten erreicht der DEK bei Datteln einen wichtigen Knotenpunkt im westdeutschen Kanalnetz. Am Dattelner Meer besteht mit dem Wesel-Datteln-Kanal eine alternative Verbindung vom und zum Rhein. In der Fortsetzung des DEK nach Norden folgt der Anschluss am Nassen Dreieck an den Mittellandkanal (MLK), worüber die Verbindung bis nach Polen reicht. Als einzige deutsche West-Ost-Wasserstraße werden durch den Kanal die wichtigen schiffbaren Flüsse Weser, Elbe und Oder erreicht und die Seehäfen an der Nord- und Ostsee mit dem Ruhrgebiet und der Rheinschiene verbunden.

## Verwaltung
Als Bundeswasserstraße mit der Gewässerkennzahl 74001 liegt der RHK im Zuständigkeitsbereich der Generaldirektion Wasserstraßen und Schifffahrt beim Bundesministerium für Digitales und Verkehr. Die ortsnahe Verwaltung und Unterhaltung obliegt dem Wasserstraßen- und Schifffahrtsamt Westdeutsche Kanäle mit seinen Außenbezirken in Duisburg-Meiderich und Herne. Für Neu- und Ausbaumaßnahmen ist das Wasserstraßen-Neubauamt Datteln (WNA) tätig.
Die Kilometrierung im RHK läuft aufsteigend vom Duisburger Hafen nach Osten. Sein Beginn liegt im Hafenkanal am Abzweig zum Hafenbecken C. Das Ende ist in Waltrop bei RHK-km 45,45 und dem Schiffshebewerk Henrichenburg.

## Ausbau und Abmessungen
Der Kanal wird gegenwärtig ausgebaut. Im Endausbau soll die Binnenwasserstraße für Schiffe der Klasse Vb mit einer Abladetiefe von 2,80 Meter befahrbar sein. Jedoch reicht der Streckenausbau erst bis zum Stadthafen Gelsenkirchen bei RHK-km 24,5. Daher gilt für die Befahrbarkeit im weiteren Verlauf noch die Klasse Va. Der Ausbau erfordert größere Radien in den Kurven und Baumaßnahmen zur Vertiefungen und Verbreiterungen der Trasse. Für den mehrlagigen Transport von Containern reichen die Brückenöffnungen nicht aus, sodass die Brücken angehoben werden müssen. Derzeit wird erwartet, dass der restliche Ausbau von Gelsenkirchen nach Henrichenburg frühestens bis 2029 abgeschlossen sein wird.

## Geschichte
Der Bau des Kanals im Zeitraum vom 5. April 1906 bis zum 17. Juli 1914 dauerte über acht Jahre und kostete rund 60 Millionen Mark des Kaiserreichs. Er wurde von der 1906 gegründeten Königlichen Kanalbaudirektion in Essen geleitet. Für den Bau wurden weitgehend die geomorphologischen Gegebenheiten des Emschertals genutzt. Teilweise, insbesondere in Herne und Gelsenkirchen, wurde der Kanal im vormaligen Flussbett der Emscher angelegt, deren Verlauf sich durch die vorhergehende Begradigung leicht nach Norden verlagert hatte.
Pläne zum Ausbau der Emscher selbst zu einem Schifffahrtsweg, als Emscherkanal bezeichnet, hatte bereits der Industrielle William Thomas Mulvany in der zweiten Hälfte des 19. Jahrhunderts in Düsseldorf vorgestellt. In Essen war 1873 ein Emscherkanal-Komitee gegründet worden. Zunächst wurden die Pläne zur Kanalisierung der Emscher weiter verfolgt. Die technische Realisierbarkeit wurde durch das Komitee 1875 vorgestellt. In der weiteren Projektierung wurde die Kanalisierung der unteren Emscher beibehalten, weiter östlich war ein Seiten-Kanal südlich des Flusslaufs geplant, bis zur Einmündung in den bereits fertiggestellten Dortmund-Ems-Kanal. Dieser vorwiegend als Dortmund-Rhein-Kanal bezeichnete projektierte Wasserweg von Laar am Rhein nach Herne wurde auch Emscherthal-Kanal genannt. Die rechtliche Grundlage für den Bau des Rhein-Herne-Kanals von Ruhrort nach Herne bildete schließlich das vom preußischen König erlassene Gesetz, betreffend die Herstellung und den Ausbau von Wasserwegen vom 1. April 1905.
1914 war der Rhein-Herne-Kanal mit zunächst sieben Kanalstufen vollendet. Er wurde für Schiffe bis zu 1350 t gebaut. Schiffe dieser Tragfähigkeit, die den Maßen der ursprünglichen Schleusen des Kanals entsprechen, werden daher als Rhein-Herne-Kanal-Schiffe bezeichnet. Der Kanal zählt von den Duisburg-Ruhrorter Häfen bis 5,6 km vor seinem Übergang in den Dortmund-Ems-Kanal zur Wasserstraßenklasse Vb, auf dem Reststück zur Klasse IV.
Das erste Schiff, das den Kanal am 17. Juli 1914 befuhr, war der Schleppkahn Tyd is Geld.
Beim Kanalprofil und bei allen Bauwerken sind Möglichkeiten zum Ausgleich von Bergsenkungen vorgesehen worden, wie sie später auch tatsächlich in größerem Umfang notwendig geworden sind.
Ursprünglich endete der Rhein-Herne-Kanal in Herne, wo er oberhalb der Schleuse Herne-Ost auf den Zweigkanal des Dortmund-Ems-Kanals von Henrichenburg nach Herne traf. Mit der Stilllegung des letzten Teils des Zweigkanals, dem Abschnitt vom Kanalhafen der Zeche Friedrich der Große, Anlage 3/4 bis zum Ende vor der Bahnhofstraße, wurde der Abschnitt Henrichenburg–Herne 1950 dem Rhein-Herne-Kanal zugeschlagen. Auf dem still- und trockengelegten Kanalabschnitt ostwärtig der Brücke über die Bahnhofstraße bis zur Brücke über den Landwehrbach in Herne verläuft heute die Bundesautobahn 42 (Emscherschnellweg).
Beim Streckenausbau 1968–1995 zwischen Duisburg-Meiderich und Wanne-Eickel wurden Engstellen beseitigt, Kurven abgeflacht und Brücken angehoben. Bei der Ufersicherung wechselten Spundwand- und Böschungsausbau. Seit 2010 finden Ausbauarbeiten im Bereich des Hafens Grimberg bis zur Schleuse Wanne-Eickel statt. Auch oberhalb der Schleuse Herne-Ost soll der Kanal vertieft und verbreitert werden. Größte Baustelle ist der Neubau des Emscherdurchlasses. Einige Brücken müssen ebenfalls in größerer Stützweite neu gebaut werden.
Im Rahmen des Kulturhauptstadtjahres Ruhr.2010 im Ruhrgebiet wurde der Rhein-Herne-Kanal in zahlreiche Kulturveranstaltungen einbezogen, Hauptprojekt dabei war der KulturKanal, der auch 2011 weitergeführt wurde.

## Wasserhaltung
Der Rhein-Herne-Kanal (RHK) ist ein Glied des Wasserleitungsnetzes, das aus den Westdeutschen Kanälen (Datteln – Hamm, Dortmund – Ems, Rhein – Herne und Wesel – Datteln) gebildet wird. Dieses Netz dient nicht nur der Schifffahrt für die Schleusungen und dem Ausgleich für Versickerungen und Verdunstungen, sondern in hohem Maße auch der öffentlichen, landwirtschaftlichen und industriellen Wasserversorgung in Form von Gebrauchswasser (Kühlwasser für Kraftwerke) und Verbrauchswasser. Der Bedarf wird einerseits durch Entnahme aus der oberen Lippe bei der Wasserübergabe Hamm, zusätzlich durch den Verbindungskanal zum Unterlauf der Ruhr aus der Ruhr und in Ausnahmefällen aus dem Rhein gedeckt. Andererseits wird durch Rückpumpen von Schleusungswasser der Verbrauch für die Schifffahrt minimiert. Hierfür wurde der RHK 1958–1965 mittels einer eigenen Pumpwerkskette mit einem Rückpumpwerk an jeder Kanalstufe ausgestattet. Damit hatte der RHK eigenes Wasser zur Verfügung und musste nicht mehr über den Wesel-Datteln-Kanal und die Schleuse Herne-Ost versorgt werden. Die ersten Pumpwerke mussten 1980–1994 aufgrund des Baues neuer Schleusen ersetzt werden; gleichzeitig wurde auf leistungsfähigere Aggregate umgestellt. Die gesamte Wasserversorgung der westdeutschen Kanäle wird seit 1984 durch die Fernsteuerungszentrale in Datteln koordiniert.

## Schleusen

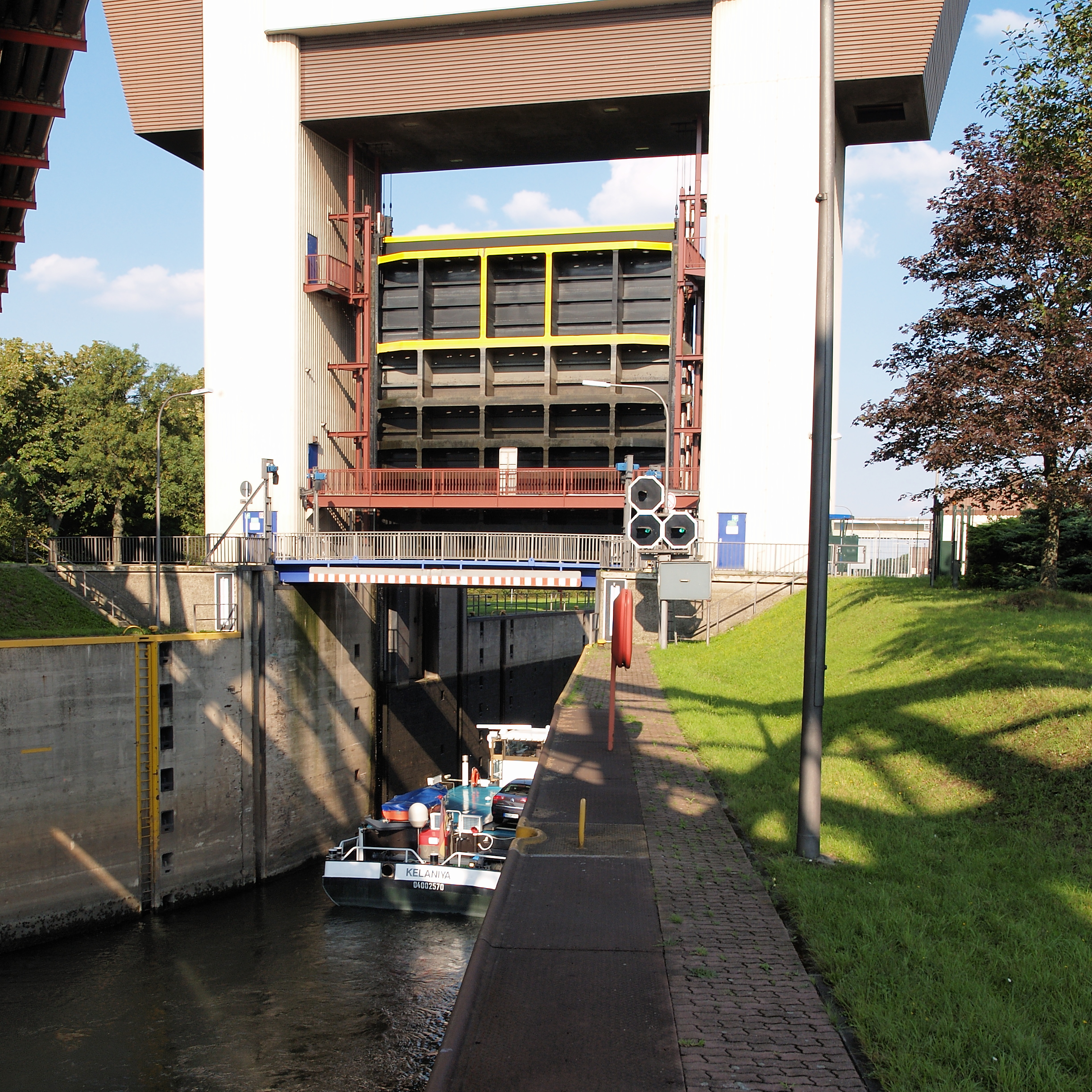
Unterhauptsturm und Hubtor der Schleuse Meiderich

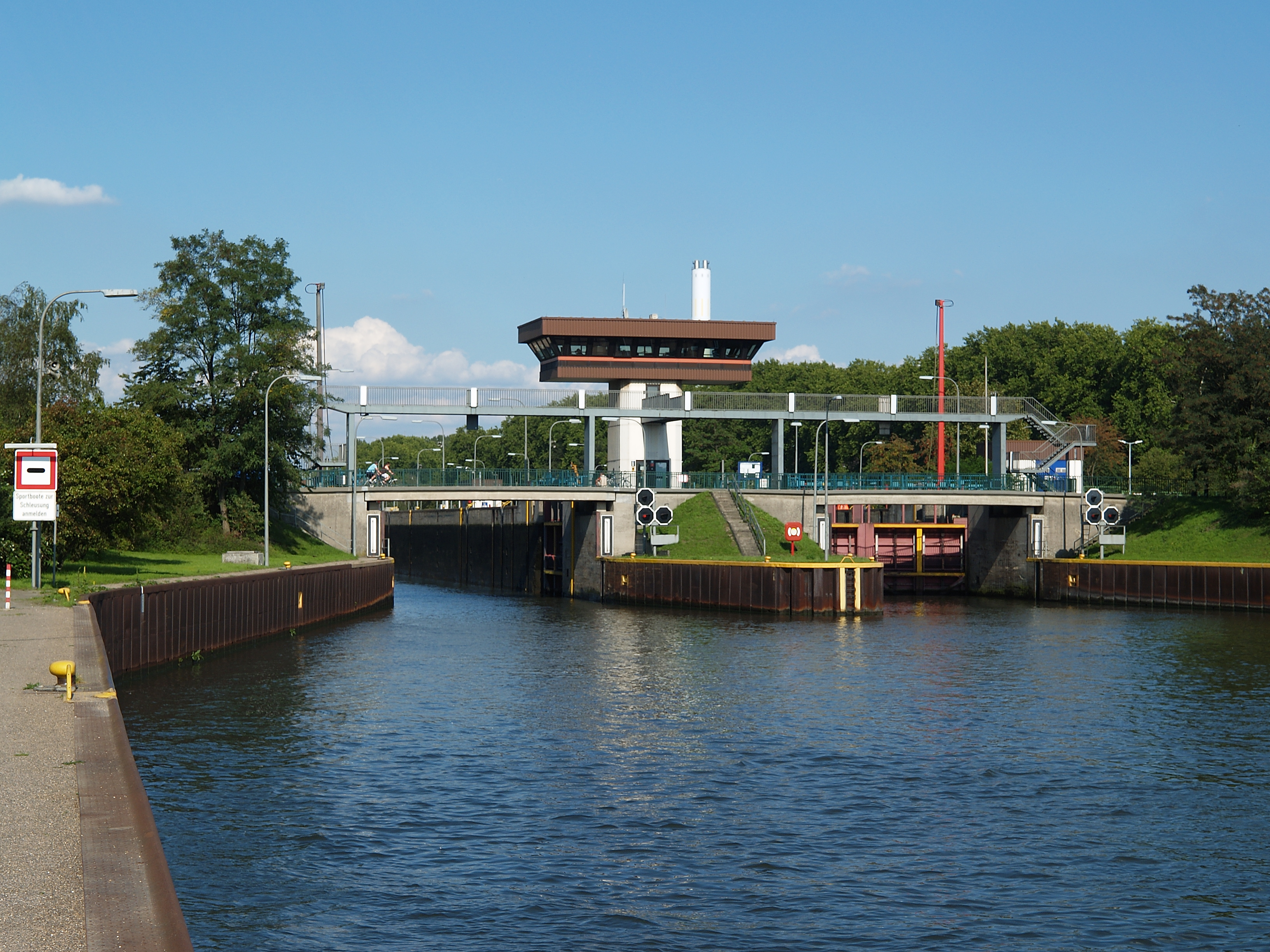
Schleuse Oberhausen, nördliche Kammer geöffnet

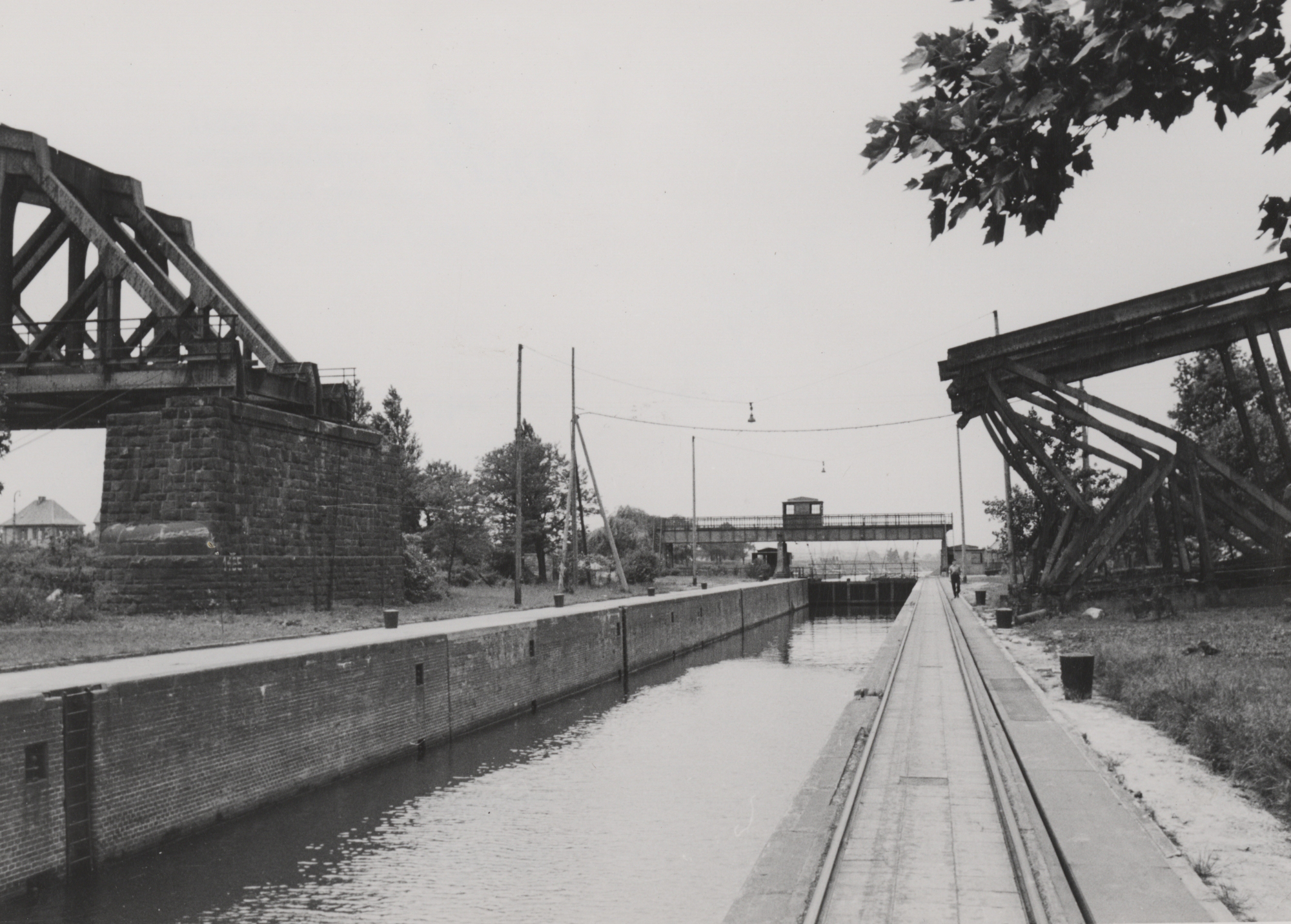
Schleuse Dellwig, 1949

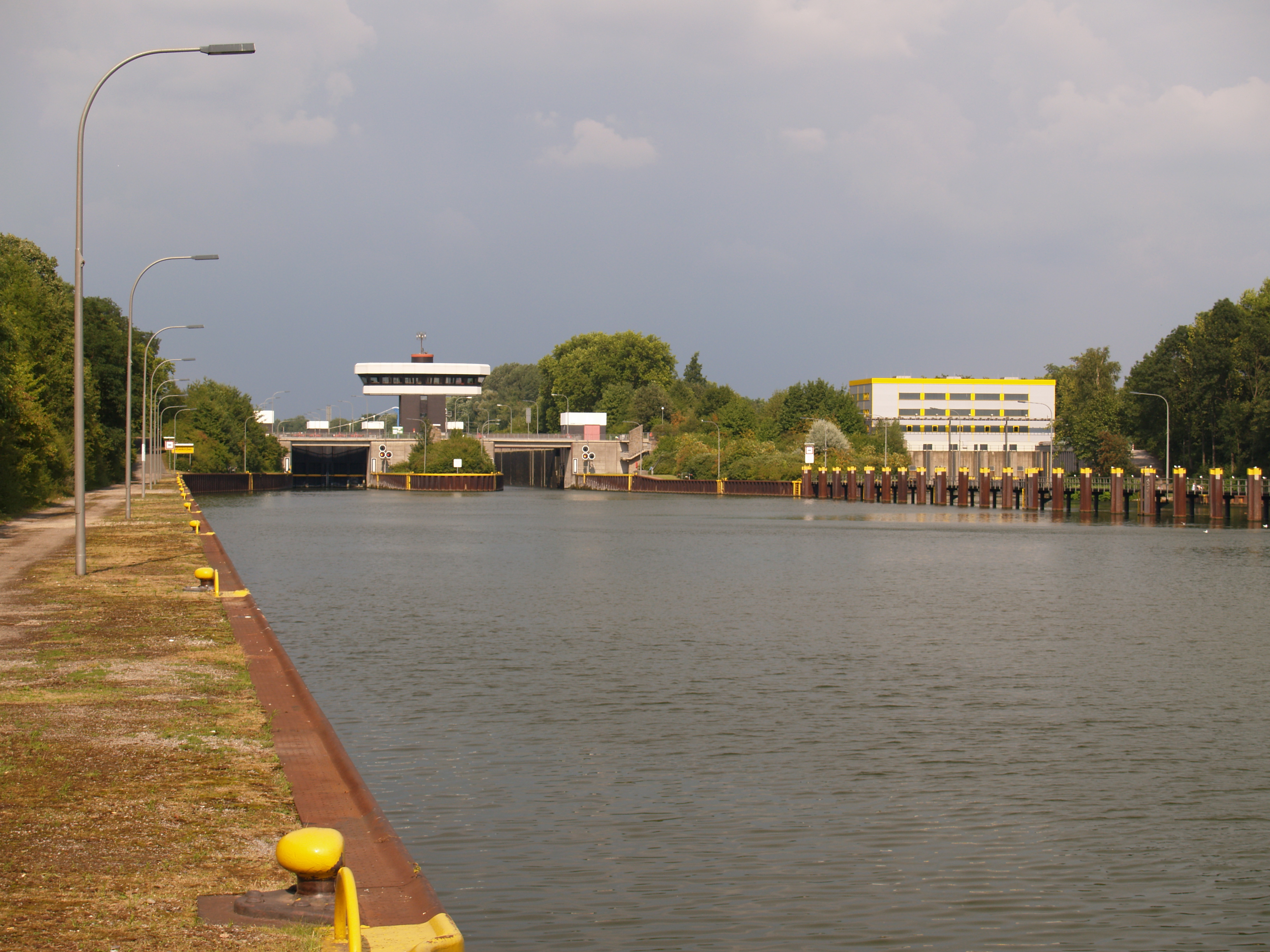
Schleusen Gelsenkirchen mit Pumpwerk

Die Schleusen dienen der Überwindung des Höhenunterschiedes zwischen dem Rhein und der Scheitelhaltung Herne – Münster des Dortmund-Ems-Kanals von 31,5 m zuzüglich der Fallhöhe an der Eingangsschleuse je nach Rheinwasserstand.
Die ursprünglich gebauten Schleusen hatten eine Kammerlänge von 165 m Länge und 10 m Breite. Dies bot Platz für zwei Schleppkähne vom Typ Rhein-Herne-Kanal mit 80 m Länge, 9,5 m Breite und einem Tiefgang von 2,5 m. Für das Ein- und Ausschleppen der Kähne waren die Kammern mit elektrischen Treidellokomotiven ausgestattet. In den Zwischenhaltungen sorgten Schleppdampfer für den Transport.

### Schleuse Duisburg-Meiderich
Hauptartikel → Schleuse Meiderich
1980 wurde bei Kanalkilometer 0,82 die heutige Schleuse fertiggestellt. Sie ist die Eingangsschleuse des Kanals, deren 24 m hohes Untertor mit dem Steuerstand eine weithin sichtbare gelbe Landmarke in die Hafen- und Ruhrlandschaft setzt. Ihr Unterhaupt wurde den abgesunkenen Rheinwasserständen angepasst. Der Vorhafen der alten Schleuse ist noch heute im Unterwasser an der Mauerung der Kanalwände erkennbar. Als Reserveplatz für einen eventuell nötigen Neubau der Schleuse wird er nicht verfüllt.
Der Vorgängerbau der heutigen Schleuse wurde mit der Kanaleröffnung 1914 in Betrieb genommen.
Anstelle der alten 165 m langen und 10 m breiten Schleusenkammer hat die neue Kammer eine nutzbare Länge von 190 m und eine Breite von 12 m; daher können auch Großmotorgüterschiffe und Schubverbände mit Leichtern die Schleuse passieren.
Die Fallhöhe ist abhängig vom Rheinwasserstand. Bei entsprechendem Hochwasser des Rheins kann der Wasserstand rheinwärts sogar höher sein als im Kanal, sodass in den Kanal nicht wie üblich zu Berg, sondern zu Tal geschleust werden muss. Die Schleuse hat kein eigenes Pumpwerk, sondern die Pumpen im Hafenbecken C des Ruhrorter Hafens sorgen für das Rückpumpen des Wassers in den Kanal.
Die Schleuse kann von einer Person bedient werden. Hier am Beginn des Kanals befindet sich die Hebestelle für die Nutzungsgebühren, die ein- und ausfahrenden Schiffe werden registriert. Von hier werden auch die Ruhrschleusen Duisburg und Raffelberg gesteuert. Etwa 19000 Schiffe mit insgesamt 15 Millionen Tonnen Fracht passierten 2010 die Meidericher Schleuse.
Die Kanalstufe wurde mit nur einer Schleuse ausgestattet, da die Funktion einer zweiten die nahegelegene Ruhrschleuse Duisburg übernehmen kann.

### Schleusengruppe Oberhausen
Hauptartikel → Schleusengruppe Oberhausen
An Kanalkilometer 5,68 befindet sich die Schleusengruppe Oberhausen. Die heutige Kanalstufe überbrückt eine Höhendifferenz von 4,10 Meter und besitzt zwei Schleusen. Die südliche Schleuse wurde zwischen 1977 und 1979 errichtet und hat eine Nutzlänge von 190 Meter und eine Nutzbreite von 11,99 Meter. Die nördliche Schleuse wurde am 28. Juli 1984 nach zweijähriger Bauzeit fertiggestellt und besitzt eine Nutzlänge von ebenfalls 190 Meter und eine Nutzbreite von 11,88 Meter.

### Ehemalige Schleusengruppe Essen-Dellwig
Im Essener Ortsteil Dellwig befand sich die dritte Stufe des Rhein-Herne-Kanals mit zwei Schleusen wie an allen Stufen des Kanals außer Duisburg-Meiderich. Jede Schleuse hatte eine Länge von 165 m und eine Breite von 10 m. Die Schleusen wurden mit Klapptoren im Oberhaupt und Schiebetoren im Unterhaupt geschlossen. Aufgrund von Bergsenkungen wurde die Stufe Dellwig 1980 aufgegeben.

### Schleusengruppe Gelsenkirchen
Hauptartikel → Schleusengruppe Gelsenkirchen
Die Schleusenanlage Gelsenkirchen befindet sich am Kanalkilometer 23,32 und überbrückt eine Höhendifferenz von 6,2 m. Die heutige Schleusengruppe wurde zwischen 1980 und 1985 errichtet und besteht aus zwei Schleusen. Beide haben Nutzlängen von 190 m. Die Nordschleuse ist auf eine Nutzbreite von 12,1 m ausgelegt, bei der Südschleuse beträgt die Nutzbreite 11,94 m. Oberwasserseitig haben beide Schleusen Hubsenktore, unterwasserseitig Stemmtore. Das Öffnen des Obertores dauert 55 Sekunden, für das Öffnen des Untertores werden nur 35 Sekunden benötigt.

### Schleusengruppe Wanne-Eickel
Hauptartikel: Schleusengruppe Wanne-Eickel
Die Schleusengruppe Wanne-Eickel liegt bei Kanalkilometer 31,20 und überbrückt eine Fallhöhe von 8,4 m. Auch diese Anlage besteht aus zwei Schleusen, wobei hier nur die Südschleuse neu errichtet und auf den Bedarf der heutigen Binnenschifffahrt ausgerichtet wurde.
Beide Schleusen wurden beim Bau des Kanals zwischen 1906 und 1914 errichtet und besaßen eine nutzbare Länge von 165 m und eine Breite von 10 m. In den Schleusenkammern fanden so jeweils zwei der damals vorherrschenden Schiffstypen, die 80 m lang, 9,5 m breit und 2,5 m Tiefgang hatten, Platz. Heute ist die Nordschleuse in dieser ursprünglichen Größe erhalten, sie wird allerdings zurzeit nicht genutzt. Für Schiffe der Europaschiffsklasse II wäre sie auch zu klein.
Die Südschleuse wurde im Jahre 1994 neu errichtet und hat eine nutzbare Länge von 190 m und eine Breite von 12 m. Die Neuerrichtung der Nordschleuse ist geplant.
Die Schleusengruppe Wanne-Eickel ist Station an zwei Themenrouten der Route der Industriekultur: Erzbahn-Emscherbruch und Kanäle und Schifffahrt.

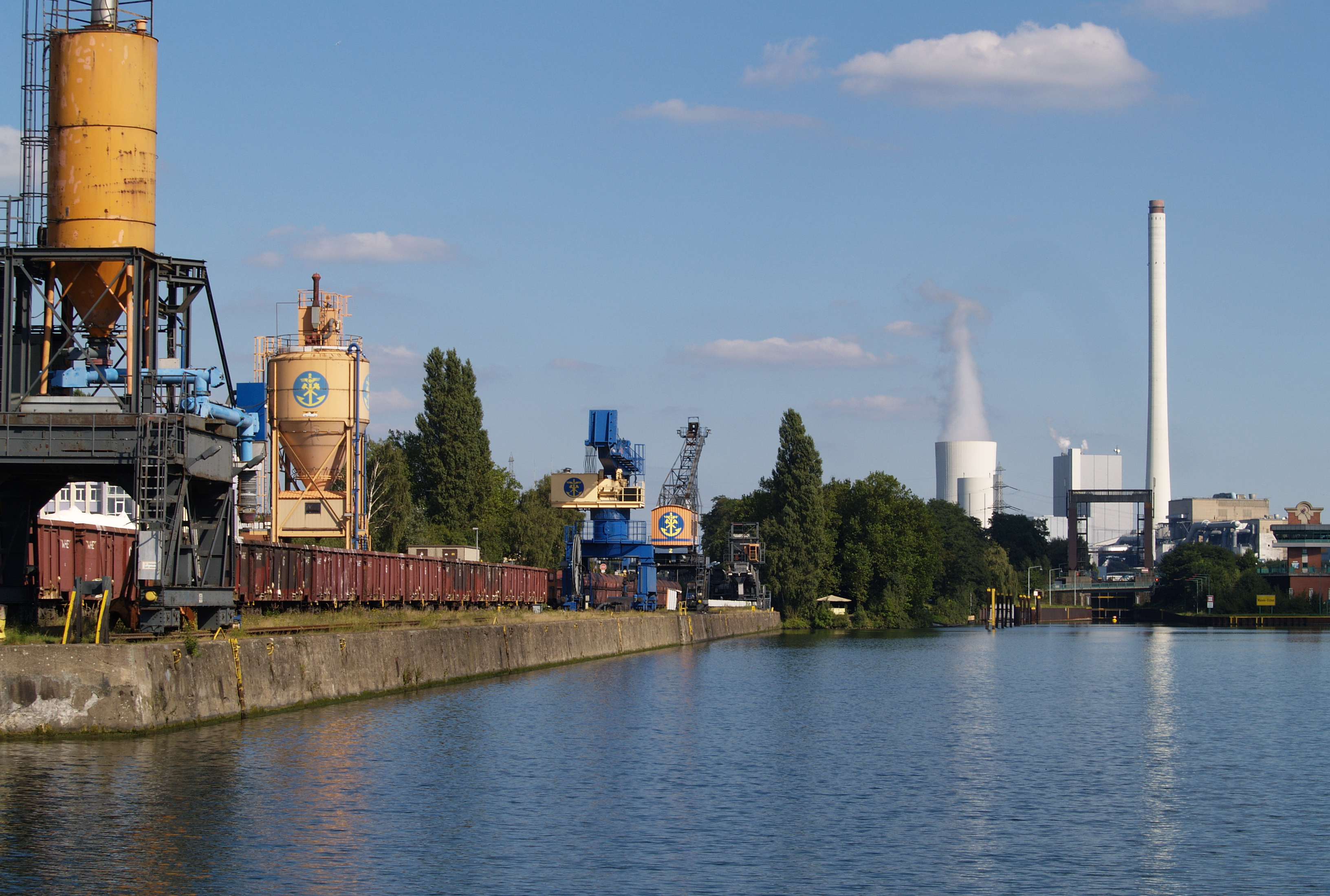
Links Kaimauer und Verladeanlagen der Wanne-Herner Eisenbahn und Hafen, dahinter die nördliche Schleuse
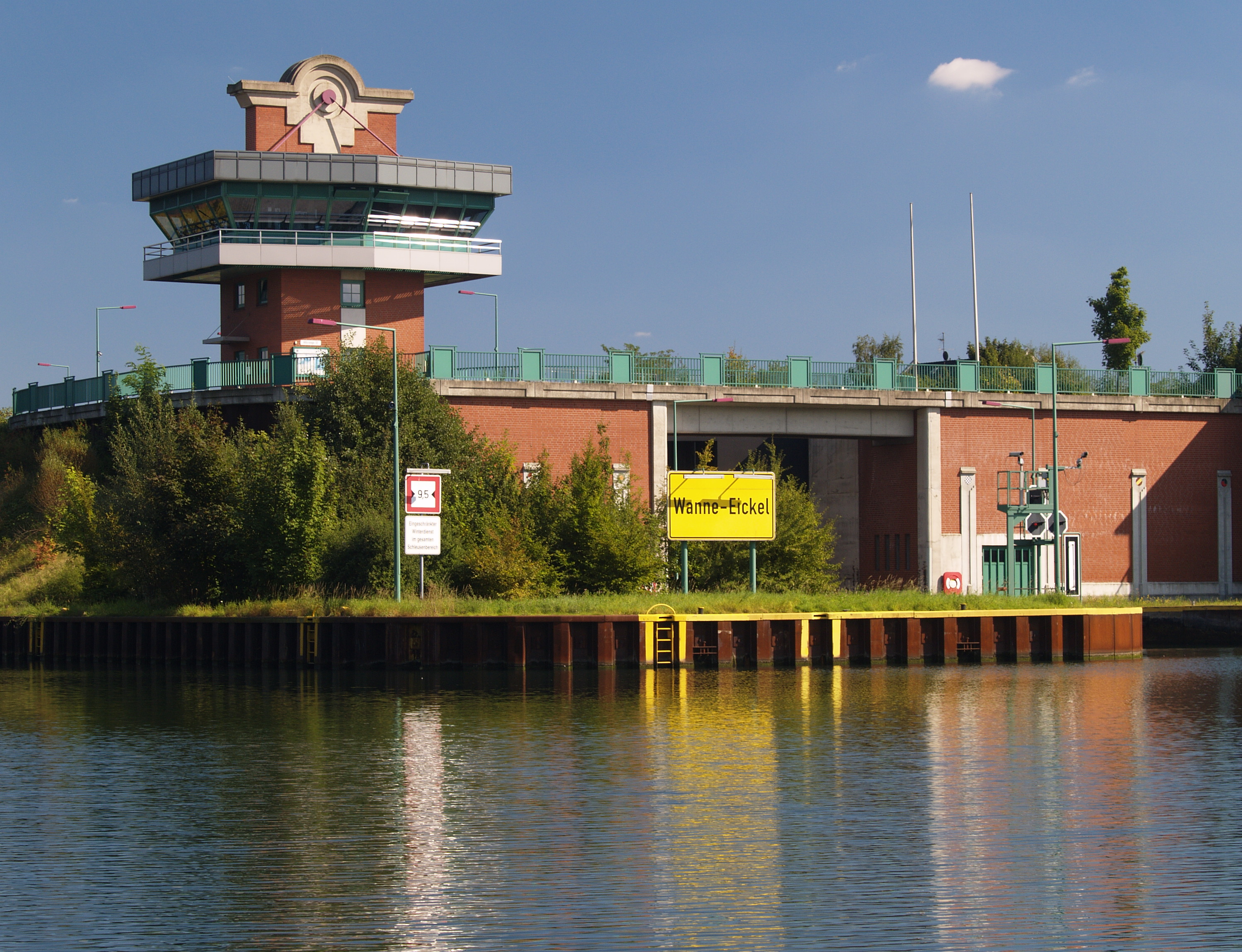
Die neue südliche Schleuse vom Unterwasser aus, mit dem Leitstand für die Steuerung der Anlage
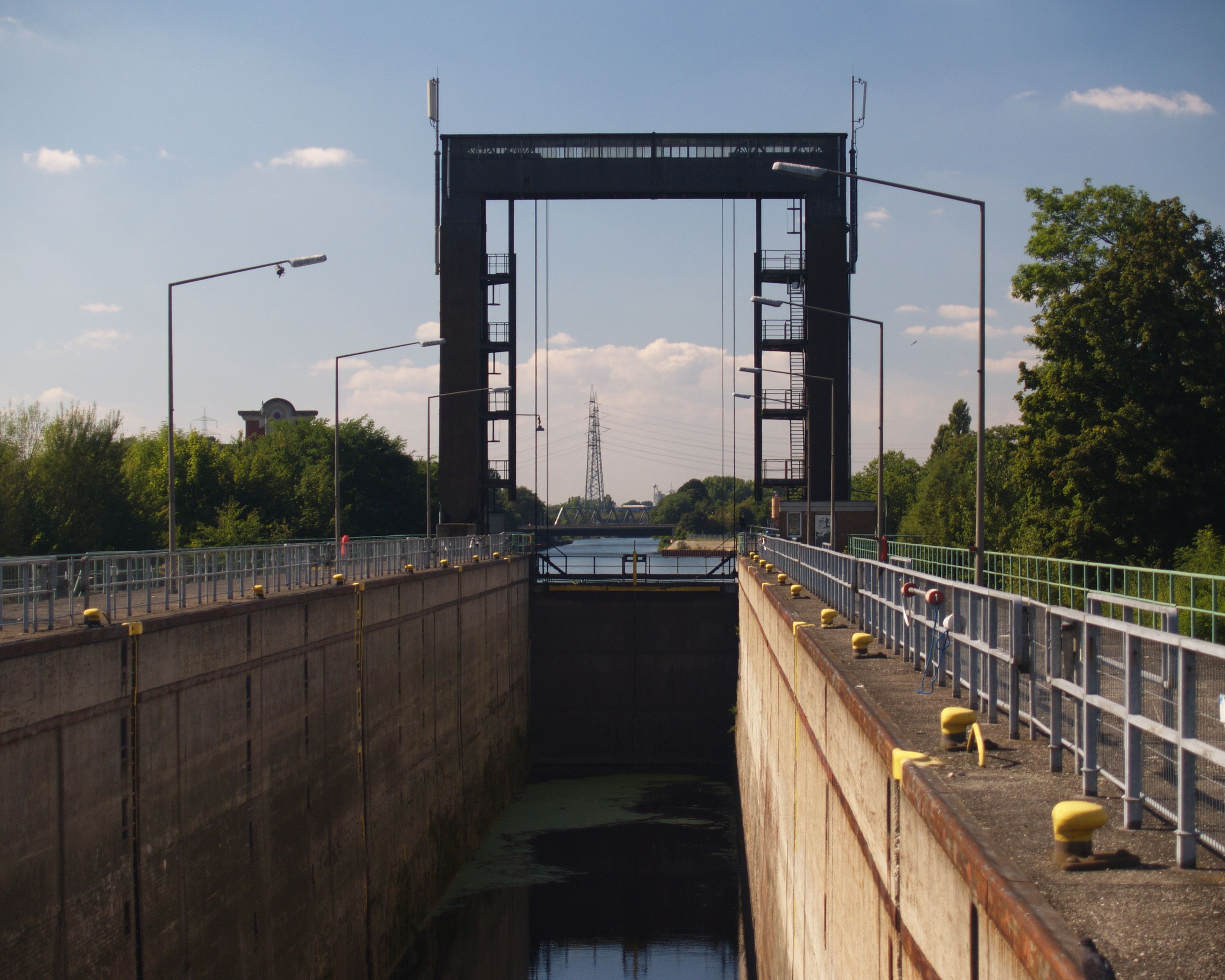
Die stillgelegte nördliche Schleuse mit dem Gestell für die Führung des Hubtores zum Unterwasser
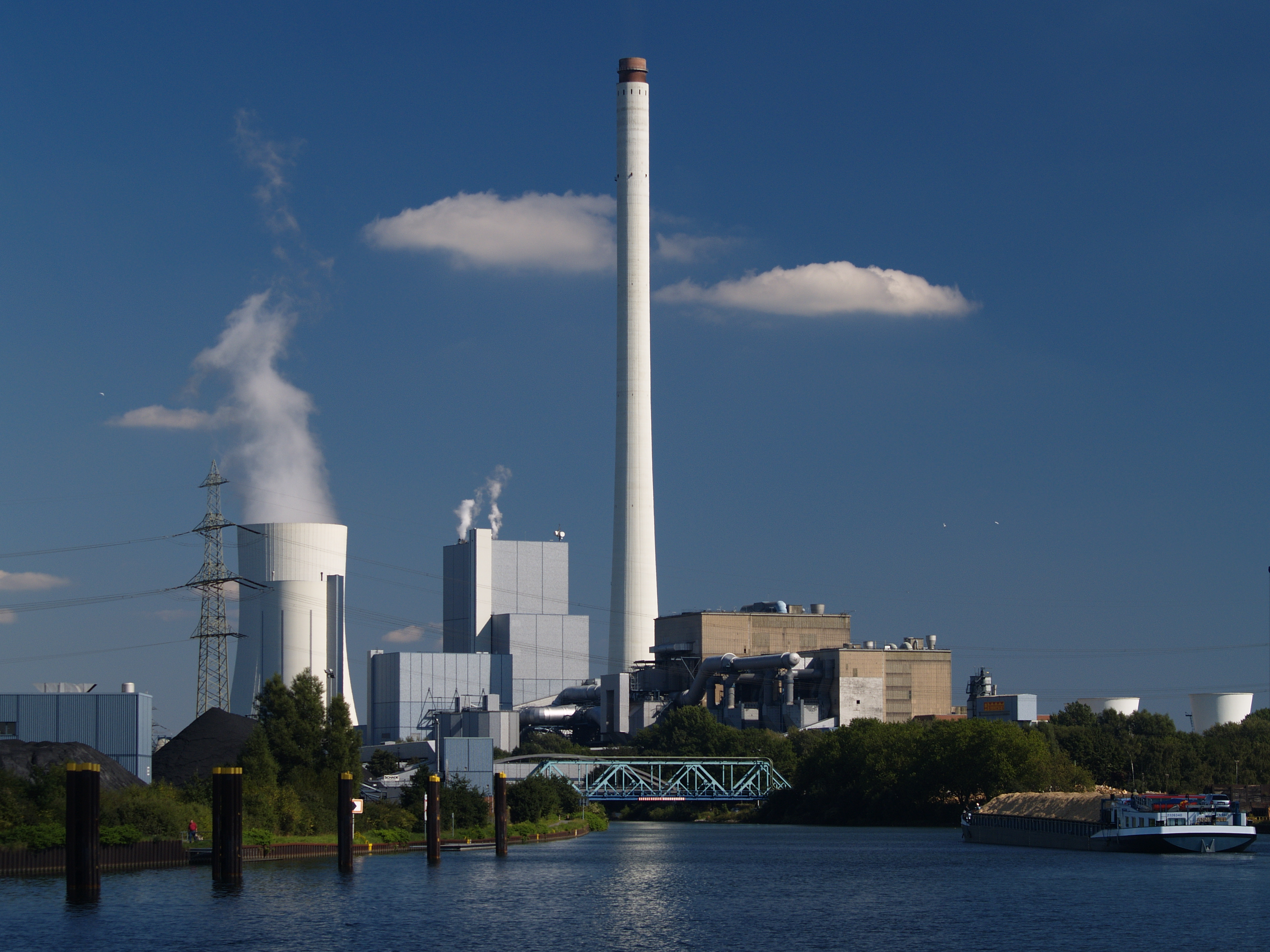
Oberwasser der Anlage, rechts ein Frachter mit Holzschnitzeln, im Hintergrund das Steinkohlekraftwerk der Steag

### Ehemalige Schleusengruppe Herne-West
Die ehemalige Schleusengruppe Herne-West bei Kanalkilometer 35,25 wurde bei Erneuerung der Schleusenanlage Herne-Ost mitersetzt und 1991 beseitigt. Dazu wurde der Kanal im Abschnitt Herne-West bis Herne-Ost um 4,5 m vertieft und der Wasserspiegel auf den der Haltung Wanne-Eickel abgesenkt.
Die alte Schleuse genügte in Länge und Breite nicht mehr für die Maße der modernen Schiffe und Schubverbände. Die Bausubstanz selbst war überaltert und durch Bergsenkungen erheblich beschädigt. Im Zuge des Abbaues der Schleusen sind die äußeren Mauern beider Schleusenkammern erhalten geblieben. Insbesondere an der südlichen Mauer sind die Maßnahmen zum Ausgleich der Bergsenkungen noch deutlich zu erkennen. Die Kammerwand musste am westlichen Ende um 80 cm, am östlichen Ende aber um 3,5 m erhöht werden. Dies ist im Panoramabild am Unterschied zwischen Ziegelmauerwerk und Stahlbetonerhöhung zu erkennen.
Diese Schleusen stehen auf dem Sekundus-Sprung. Bei Planung des Kanals war das bekannt, man ging jedoch davon aus, dass gerade hier Bergsenkungen nicht stattfinden würden, da im Sprungbereich keine Steinkohle abgebaut werden sollte.

### Schleuse Herne-Ost

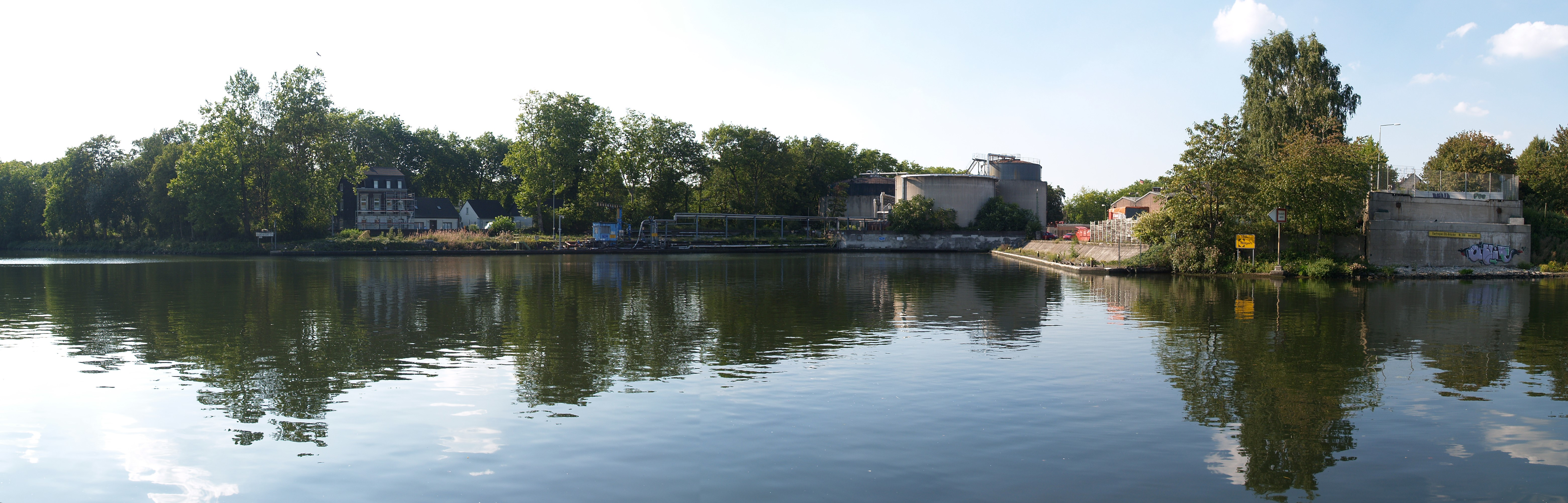
Hafen Rütgers

Hauptartikel: Schleuse Herne-Ost
Die Schleusenanlage Herne-Ost bei Kanalkilometer 37,26 wurde in den Jahren von 1986 bis 1992 als Zwillingsschleuse erneuert. Die neuen Schleusenkammern sind jeweils 190 m lang und 12 m breit. Die Drempeltiefe (Wassertiefe am oberen Tor) beträgt 4 m. Zum Oberwasser bildet ein Drehsegmenttor den Abschluss. Stemmtore schließen die Kammern zum Unterwasser ab. Der Unterschied zwischen Ober- und Unterwasser beträgt 12,8 m. Eine Schleusung benötigt ca. 14 Minuten – Ein- und Ausfahrzeiten der Schiffe nicht gerechnet.
Die beiden Schleusenkammern sind so verbunden, dass das ablaufende Wasser der einen Kammer so zum Auffüllen der anderen genutzt werden kann, bis Gleichstand eingetreten ist. Die zweite Hälfte des Wassers wird dann ins Unterwasser abgelassen und die andere, halbvolle Kammer wird vom Oberwasser aus befüllt. Auf diese Weise wird der Wasserverbrauch je Schleusung halbiert. Da ein Kanal ein stehendes Gewässer und kein Fluss ist, muss der Wasserverlust des Oberwassers beim Schleusen aufwändig wieder durch Zurückpumpen ausgeglichen werden.

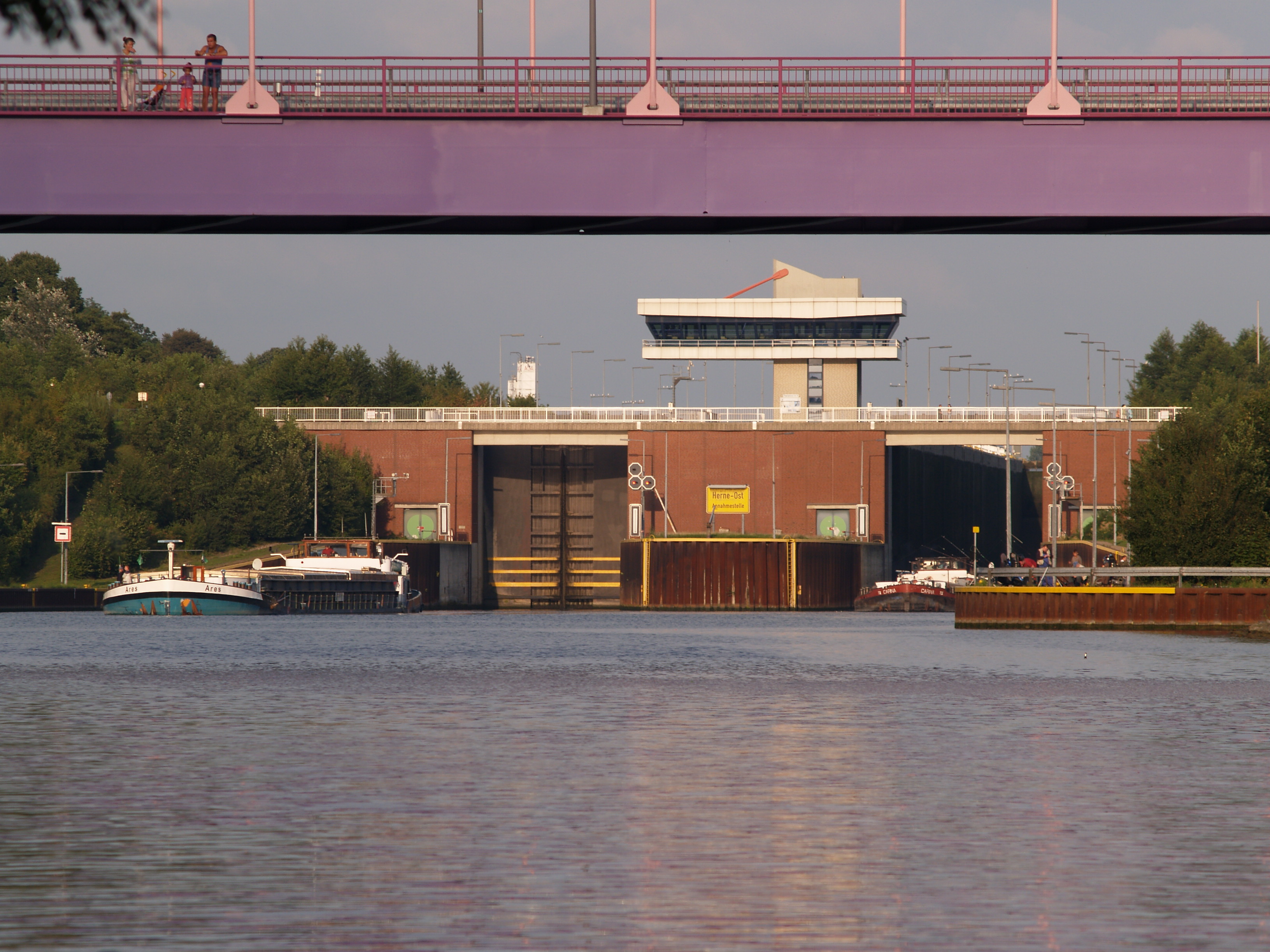
Schleuse Herne-Ost
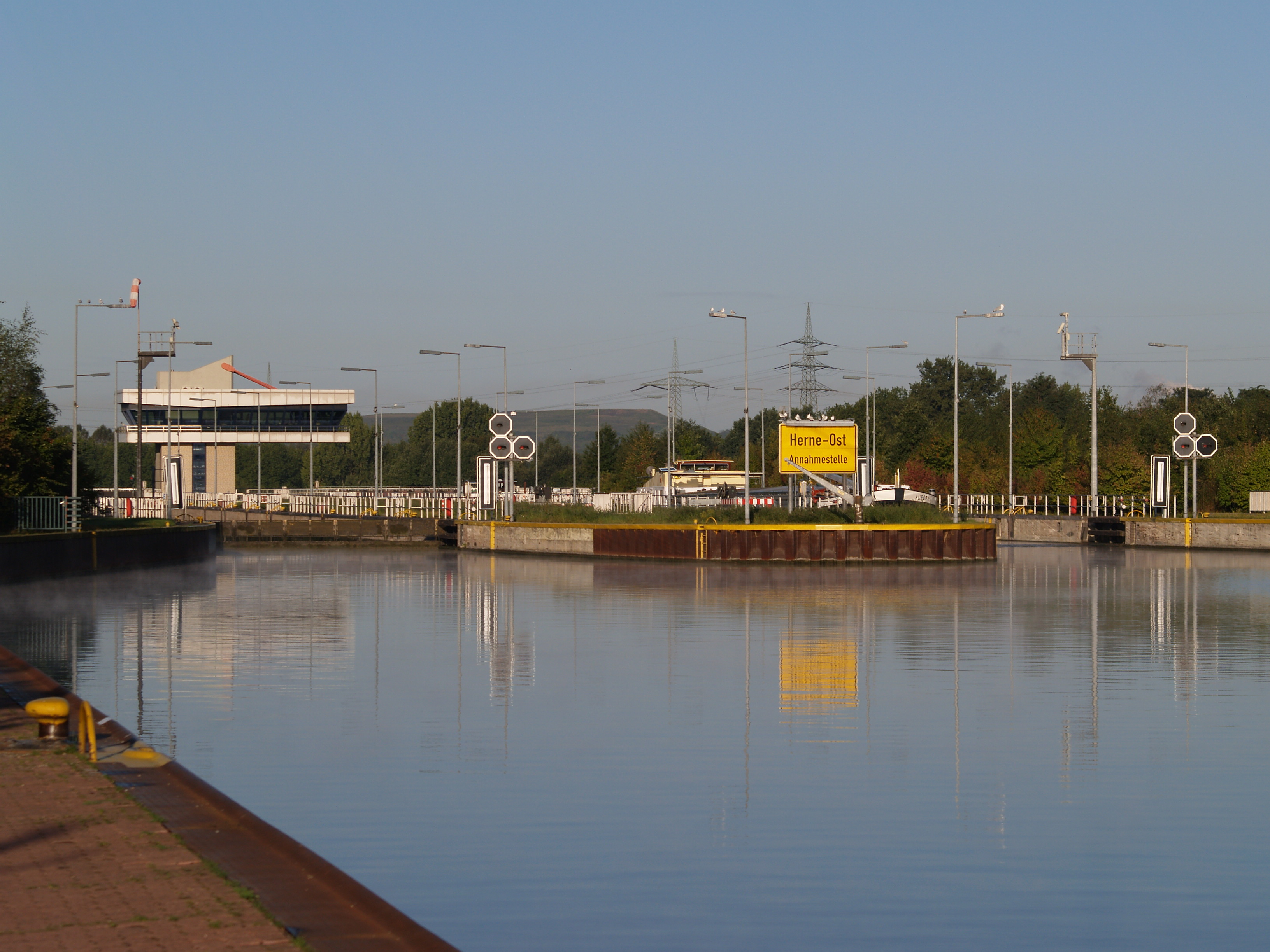
Schleuse Herne-Ost, Oberwasser
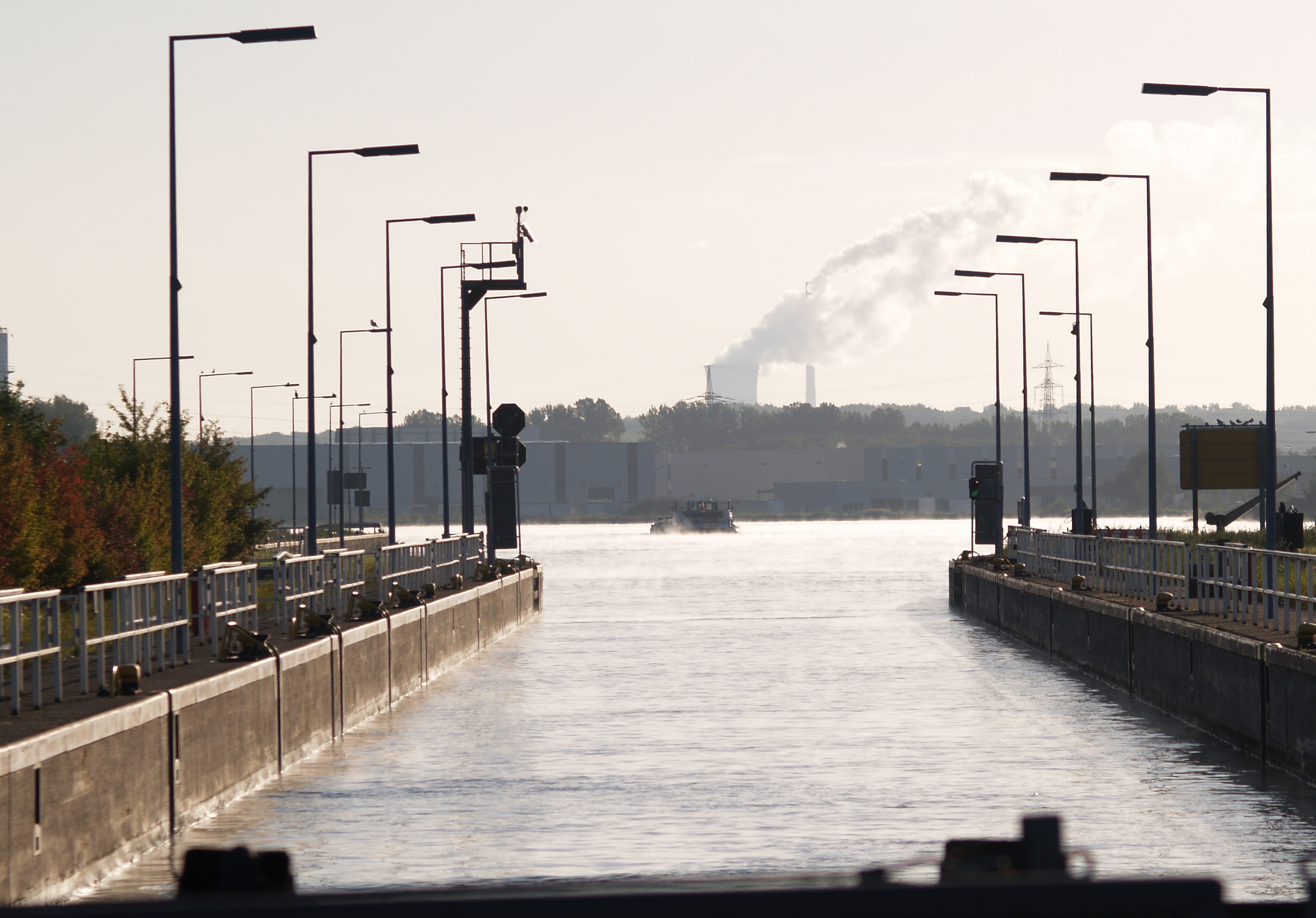
Schleuse Herne-Ost, Schleusenkammer
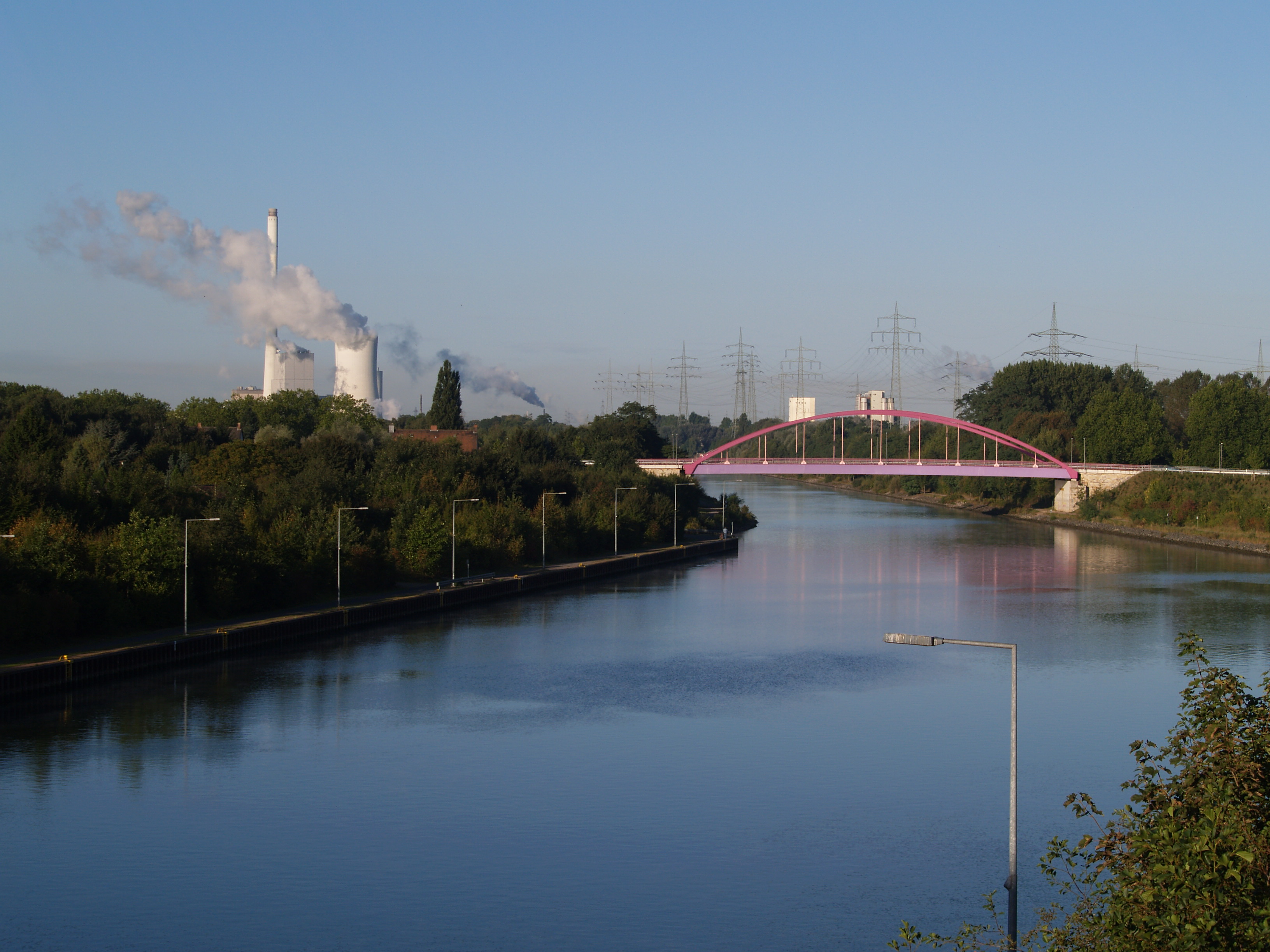
Schleuse Herne-Ost, Blick aufs Unterwasser

Zu den Bildern in der Galerie:
Das linke Bild zeigt die Schleusenanlage vom Unterwasser aus, den Vorhafen, der von wartenden Schiffen genutzt wird, die Schleusenanlage mit den beiden unteren Toren und den Steuerstand, der einem Flughafentower ähnelt. Die Kammern sind Konstruktionen aus Stahlbeton mit einer Verklinkerung der Ansichtsseite. Das Tor der südlichen Kammer ist geöffnet. Das ausfahrende Motorschiff Carina kommt aus Děčín in Tschechien. Der Wasserstandsunterschied in der Kammer lässt sich am feuchten Algenbewuchs der linken Kammerwand abschätzen (12,8 m). Am oberen Bildrand die Brücke der Horsthauser Straße über den Kanal. Am Ufer rechts mehrere Angler, die den Fischreichtum im Bereich der Schleusenanlage gerne nutzen.
Das Bild vom Oberwasser zeigt die südliche Kammer links mit dem oberen Tor. Die nördliche Kammer (rechts) ist zur Ausfahrt geöffnet. Zum Öffnen wird dieses Tor um eine dicht oberhalb des Drempels liegende Achse gegen das Oberwasser versenkt. Die Ein- und Ausfahrt der Schiffe wird über Ampelanlagen geregelt. Der Schleusenmeister kann die gesamte Anlage alleine fernbedienen, da an allen wichtigen Punkten Fernsehkameras installiert sind. In der Kammer rechts: Motorschiff Aurora vor der Ausfahrt.
Das dritte Bild zeigt die zum Oberwasser geöffnete Kammer nach Ausfahrt des zweiten Schiffes des beobachteten Schleusengangs – Motorschiff Bydgoszcz aus Polen.
Das rechte Bild zeigt den Kanalverlauf nach Westen, vorne den Vorhafen, die oben erwähnte Straßenbrücke, dann eine Getreidemühle und deren Siloanlagen auf Recklinghäuser Gebiet, links davon und ca. 5 km entfernt das Steinkohlenkraftwerk der Steag im Herner Ortsteil Baukau. Beide Kanalufer werden von befestigten Wegen gesäumt, die häufig von Spaziergängern und Radfahrern genutzt werden.

## Häfen

### Werkshafen der Firma Rütgers in Duisburg
Der Werkshafen der Firma Rütgers dient der Tankschifffahrt. Er liegt bei Kanalkilometer 4,25 am nördlichen Kanalufer westlich des Widerlagers der früheren Brücke im Zuge der Gartroper Straße.

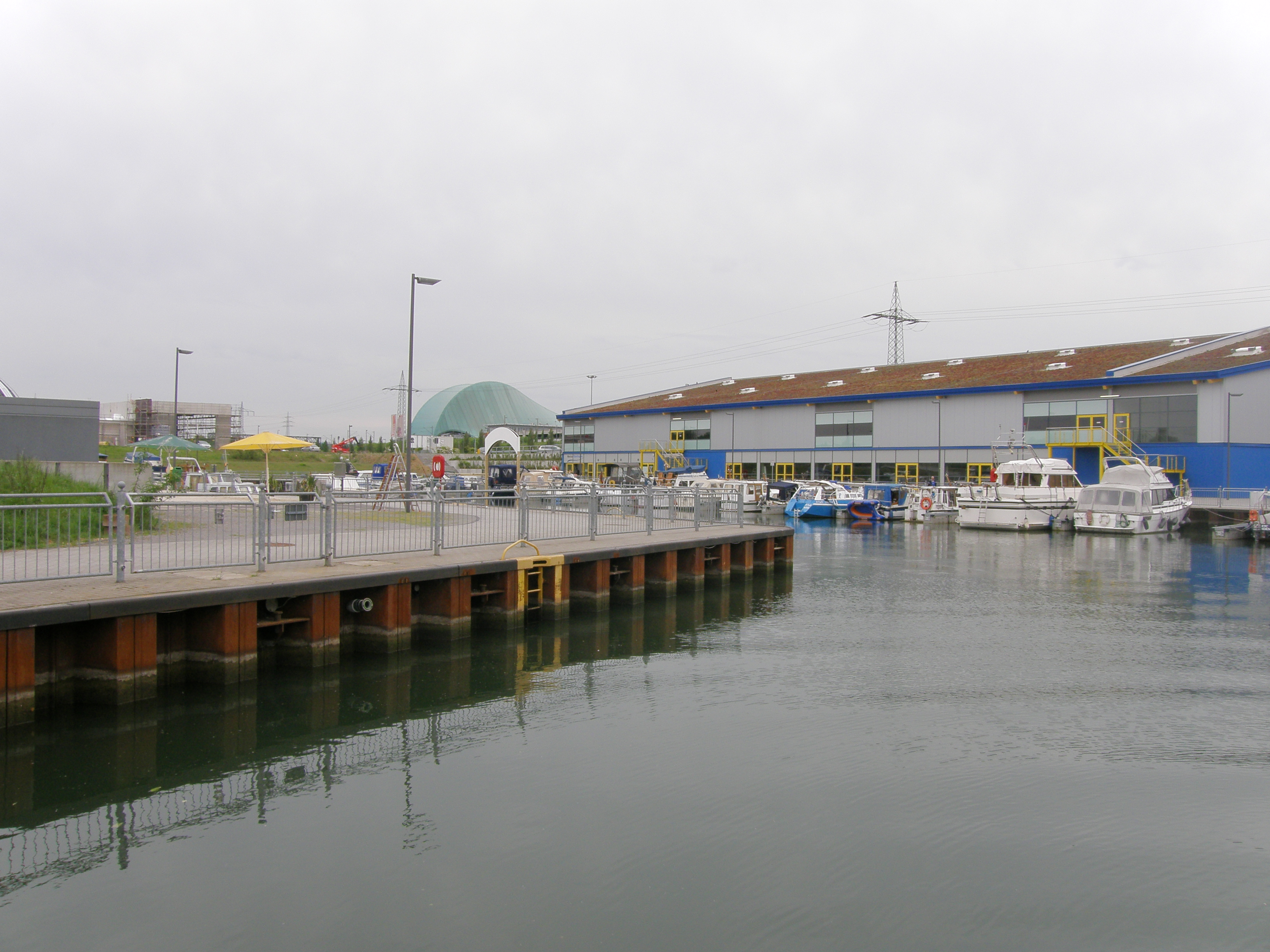
Einfahrt in die Heinz-Schleußer-Marina

### Heinz-Schleußer-Marina in Oberhausen

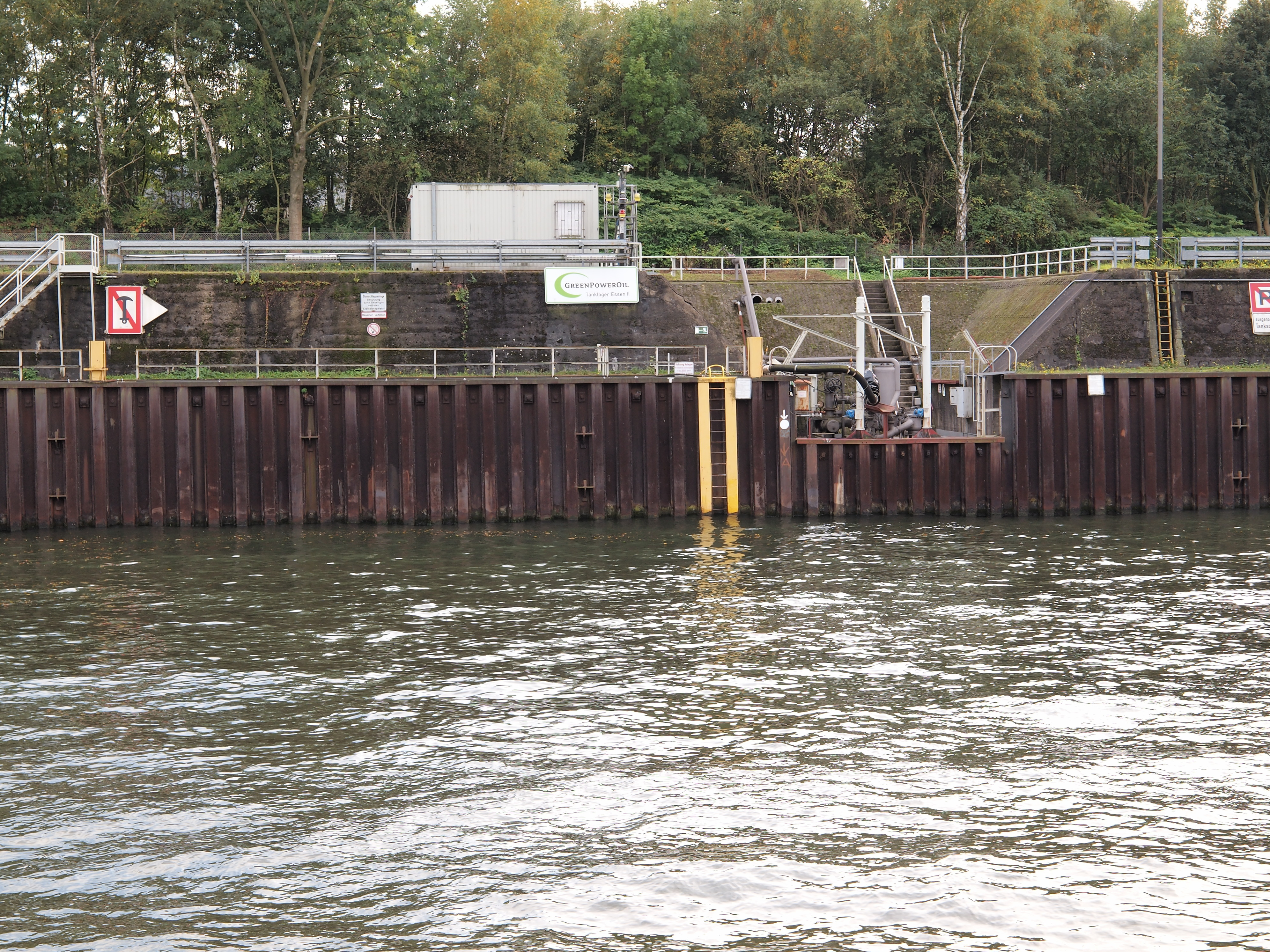
Verladeeinrichtung des Ölhafens

Die Heinz-Schleußer-Marina ist ein 2004 eröffneter Sportboothafen in kurzer Distanz zur Neuen Mitte Oberhausen. Der Hafen verfügt über eine Wassertiefe von 2,5 Meter und über 13 Stege mit 60 Liegeplätzen. Unmittelbar an der Marina befinden sich das Sea Life Oberhausen, das Lego Discovery Center Oberhausen und das Freizeitbad Aquapark.

### Ölhafen König Wilhelm
Der Ölverladehafen liegt in Essen-Dellwig zwischen Kanalkilometer 14,35 und 14,68. Er wird durch die Green Power Oil mit Sitz in Bremerhaven genutzt, einem Hersteller und Vermarkter von Pflanzenölen und Neben- und Folgeprodukten mit einem Tanklager unmittelbar südlich hinter den Hafenanlagen.

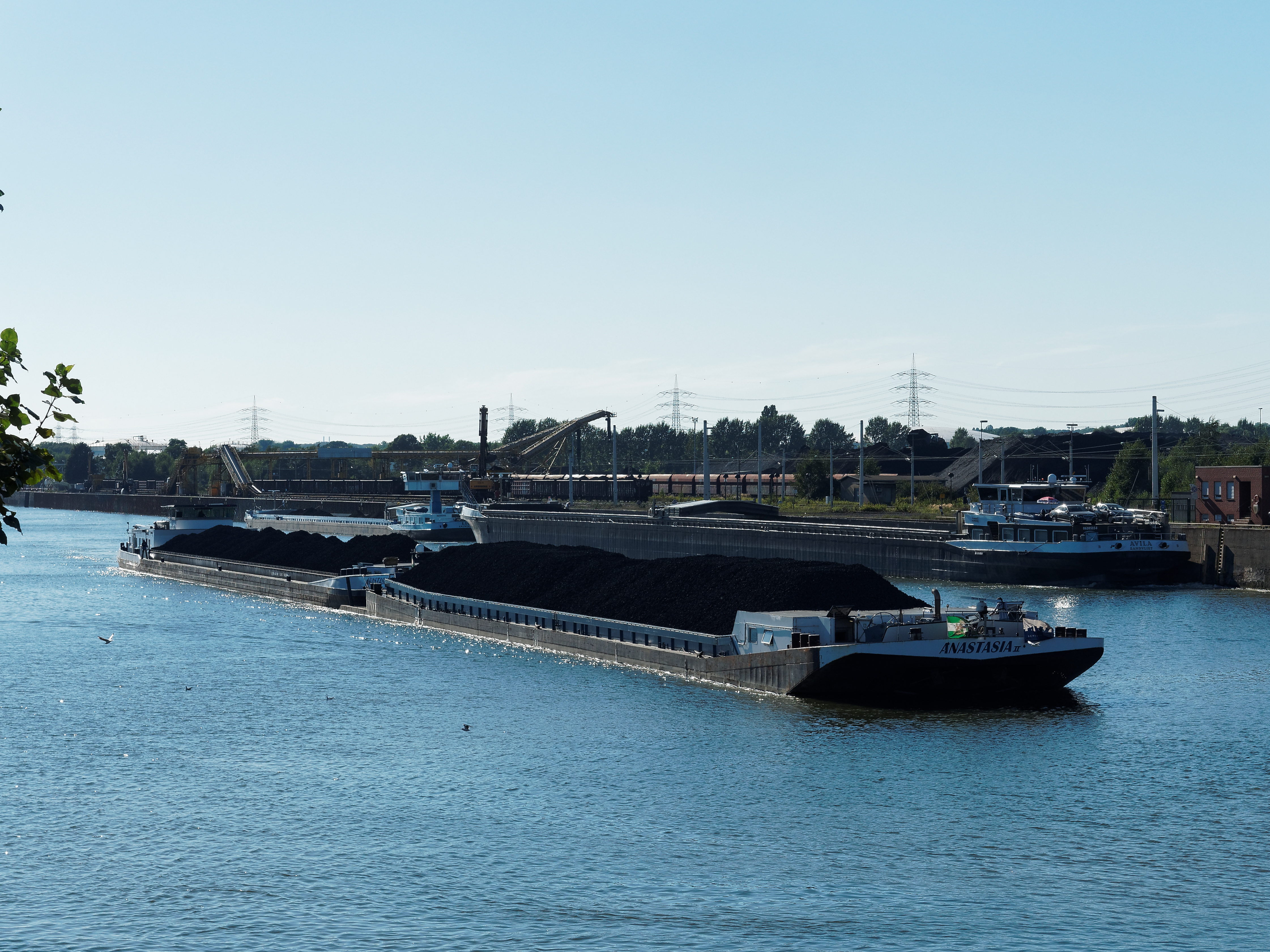
Kanalhafen in Bottrop

### Hafen Bottrop

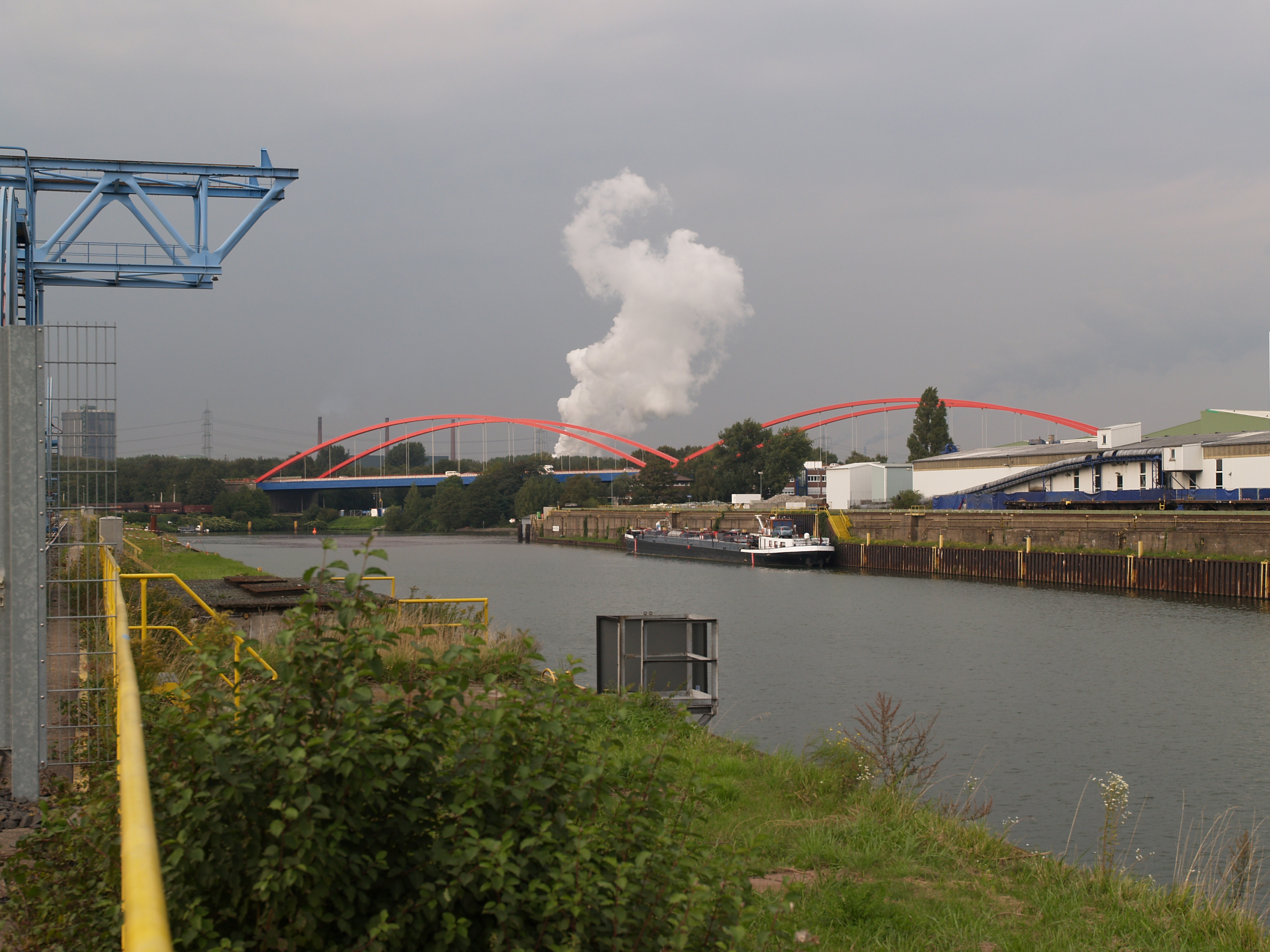
Stadthafen Essen, hinten die Brücke der A42 über den Kanal

Der Stadthafen Bottrop wurde 1914 gebaut und lange Zeit durch die Hafen- und Bahnbetriebe der Ruhrkohle AG betrieben. Nachdem seine Anbindung an die Zechenbahnen des nördlichen Ruhrgebiets durch die Zechenschließungen an Bedeutung verloren hatte, entwickelte er sich zum Umschlagplatz für Heizöl, Diesel, Cyclohexan, Methanol und Xylol. Betreiber ist die Ruhr Oel GmbH, die auch Eigentümer des dortigen Tanklagers ist. Das Hafengelände gliedert sich in zwei Bereiche, Hafen I hat 90 Meter Kailänge mit zwei Umschlagplätzen, Hafen II 320 Meter Kailänge und vier Umschlagplätze. Am östlichen Ende des Hafens, gegenüber dem Stadthafen Essen und direkt an der Brücke der A 42 befindet sich die Liegestelle der Marinekameradschaft Bottrop.

### Stadthafen Essen

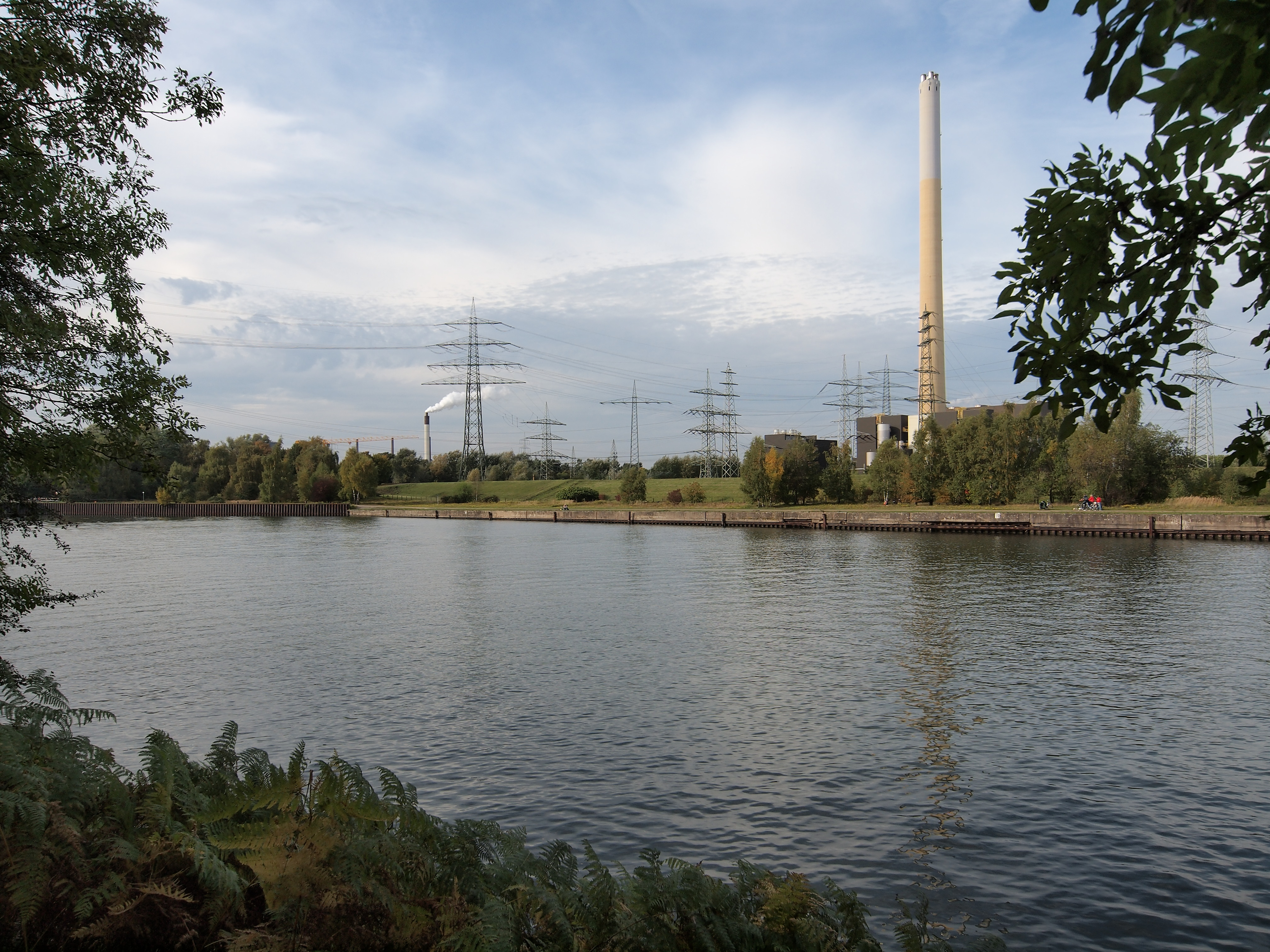
Hafen Mathias Stinnes

Der Stadthafen Essen wurde als jüngster Hafen am Rhein-Herne Kanal 1934 von der Stadt Essen in Betrieb genommen und wird seit 1987 von den Stadtwerken Essen betrieben. Der Hafen besteht aus einem Stichhafenbecken in geradem Winkel zum Kanal und einem Parallelhafen entlang des Kanales, die zusammen über eine Wasserfläche von 63.000 m² verfügen. Die wichtigsten umgeschlagenen Güter sind feste und mineralische Brennstoffe, Mineralöl- und chemische Produkte, Steine und Erden sowie Eisen und Stahl.

#### Hafen Mathias Stinnes
Der Hafen der ehemaligen Zeche Mathias Stinnes liegt am Nordufer des Kanals. Er verlor mit ihrer Stilllegung seine Funktion. Sämtliche technischen Anlagen wurden abgebaut, lediglich die Kaimauer blieb erhalten. Der Hafenbereich wird von Anglern genutzt. Im Bild rechts der Schornstein des RWE Müllheizkraftwerks Essen-Karnap, der (kleinere) Schornstein weiter links gehört zum Klärwerk Bottrop.

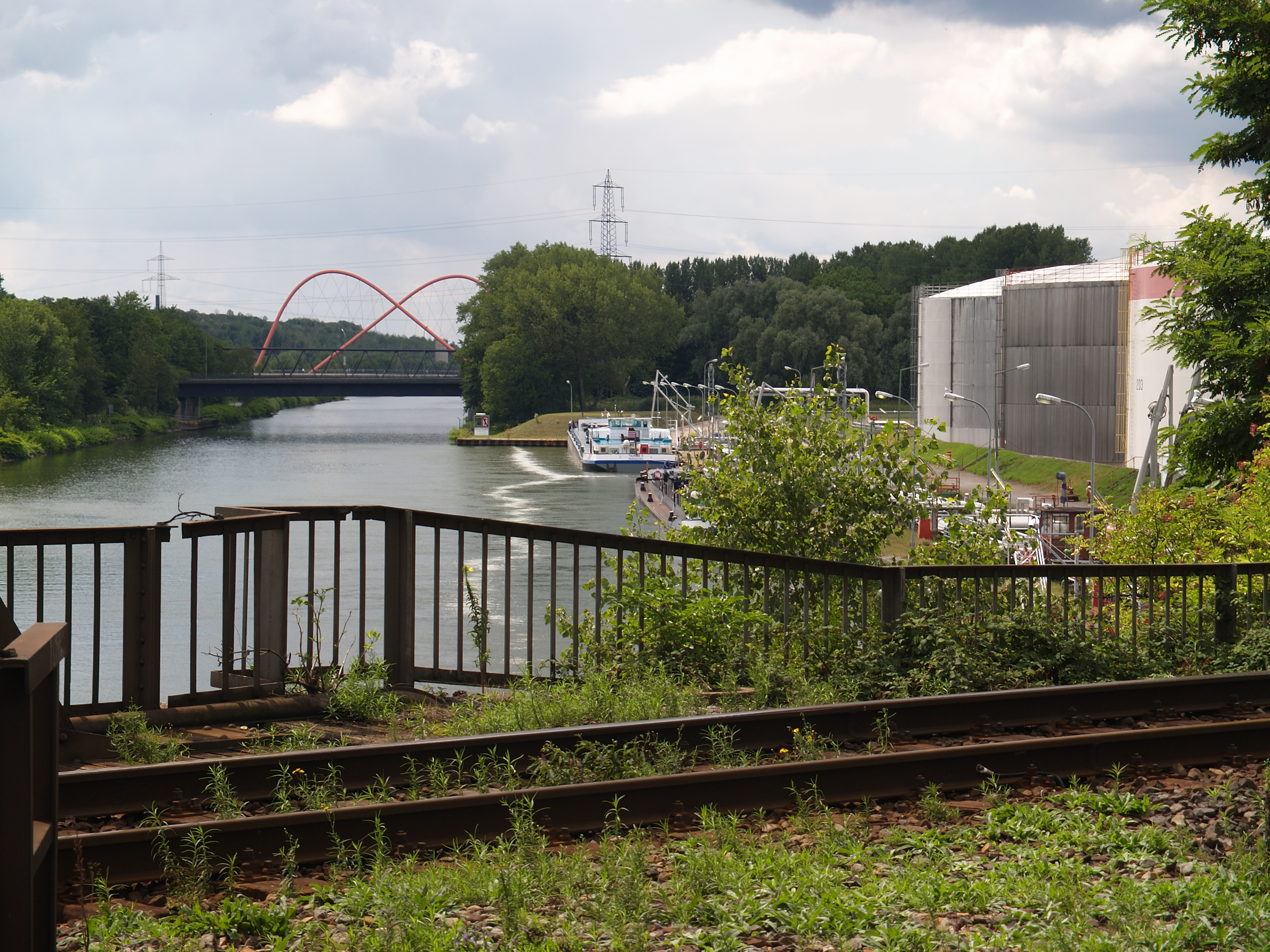
Hafenbecken westlich der Eisenbahnbrücke, parallel zum Kanal

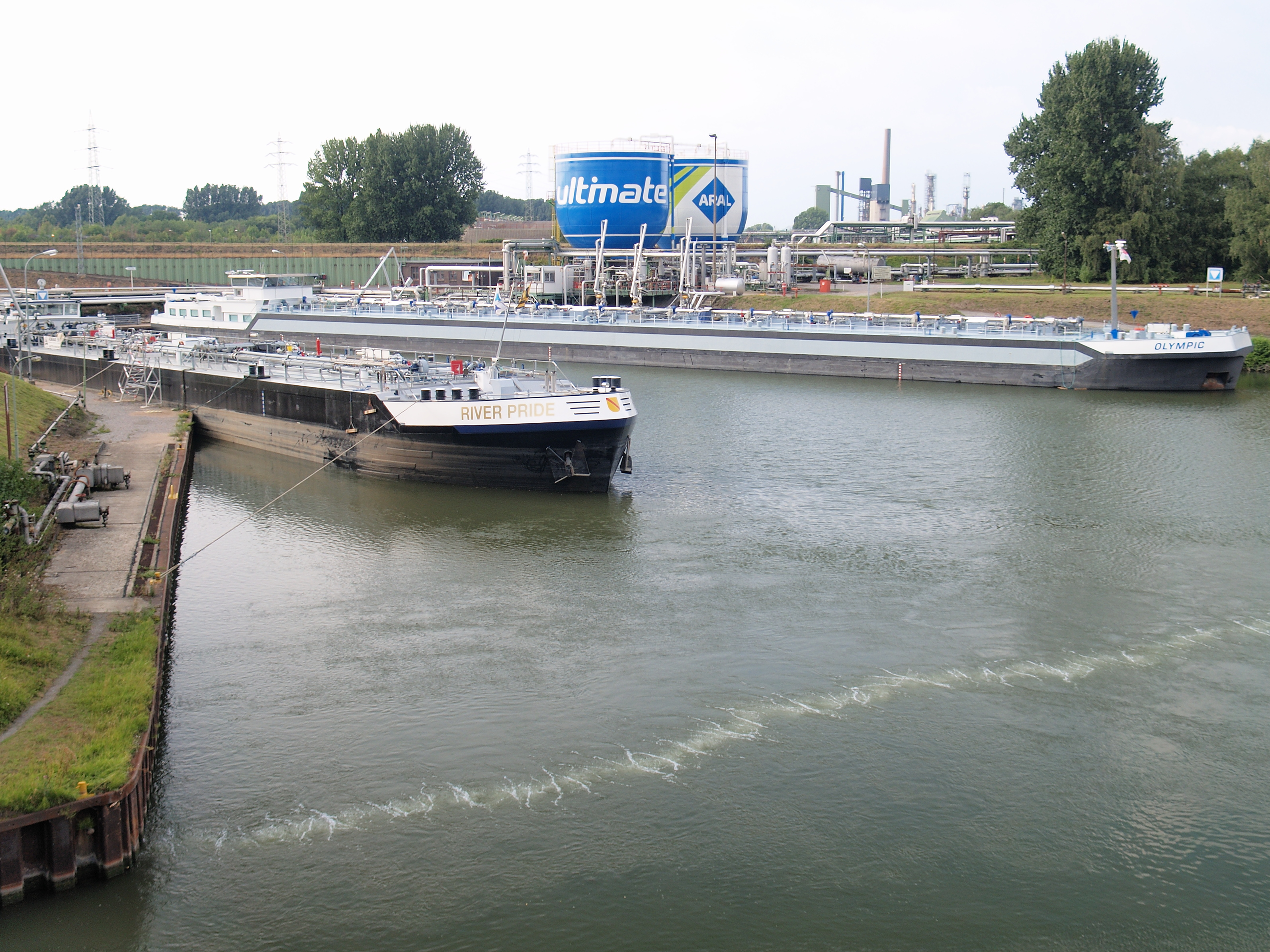
Hafenbecken östlich der Brücke für zwei Schiffe

### Hafen der BP Gelsenkirchen GmbH
Der Raffineriehafen der BP Gelsenkirchen GmbH ist zweigeteilt mit einem westlichen Becken parallel zum Kanal und zu diesem offen, mit vier Liegeplätzen an der Kaimauer und einem östlichen Hafenbecken für zwei Schiffe. Während der Verladung von Raffinerieprodukten auf Tankschiffe ist eine Druckluftölsperre aktiv. Über diesen Hafen werden mit vier Millionen Tonnen ein Drittel der Gesamtproduktion des Werkes verschifft. Größten Anteil daran haben die Kraftstoffe.

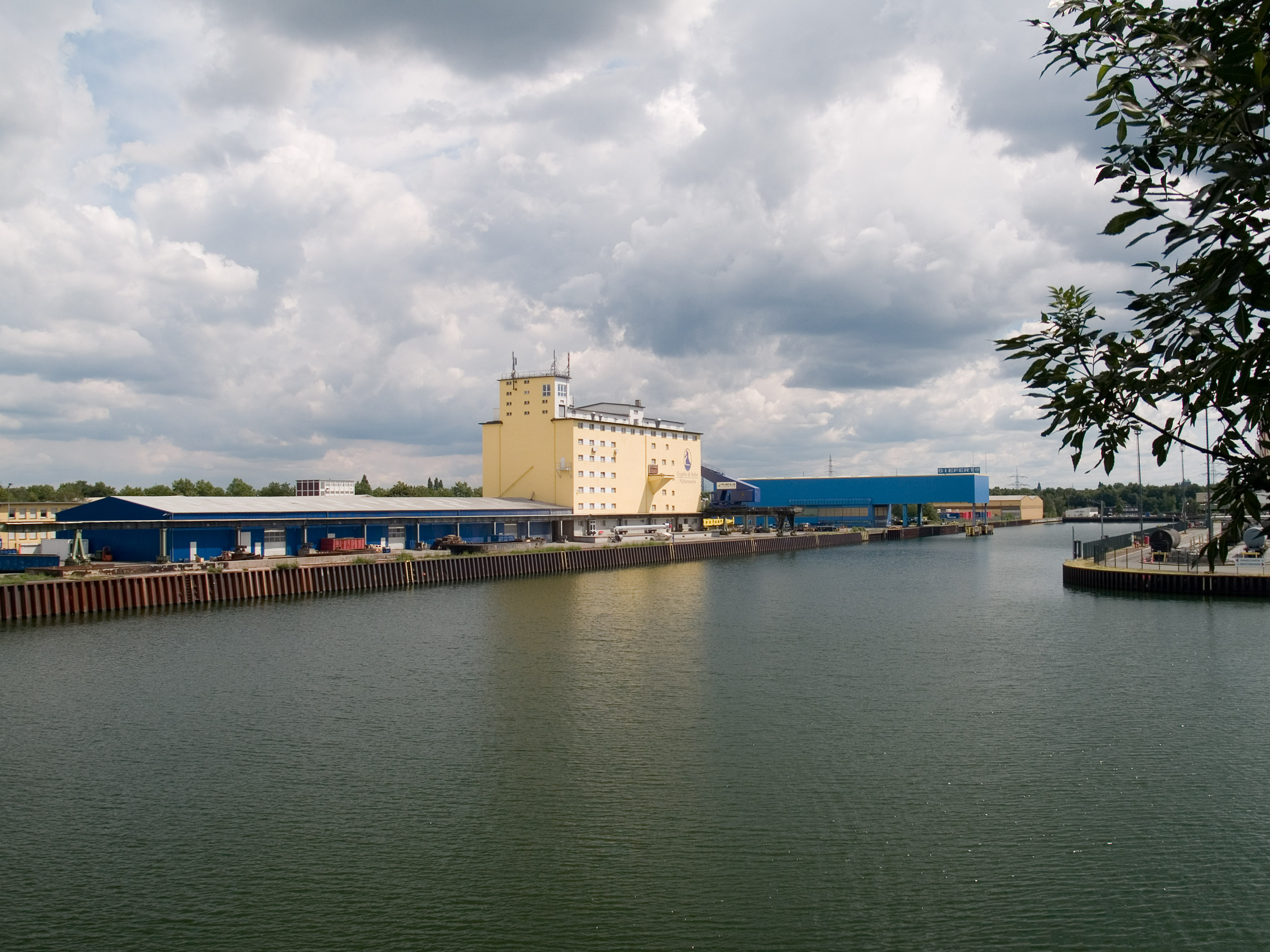
Der Handelshafen mit dem Abzweig ins Industriehafenbecken

### Stadthafen Gelsenkirchen

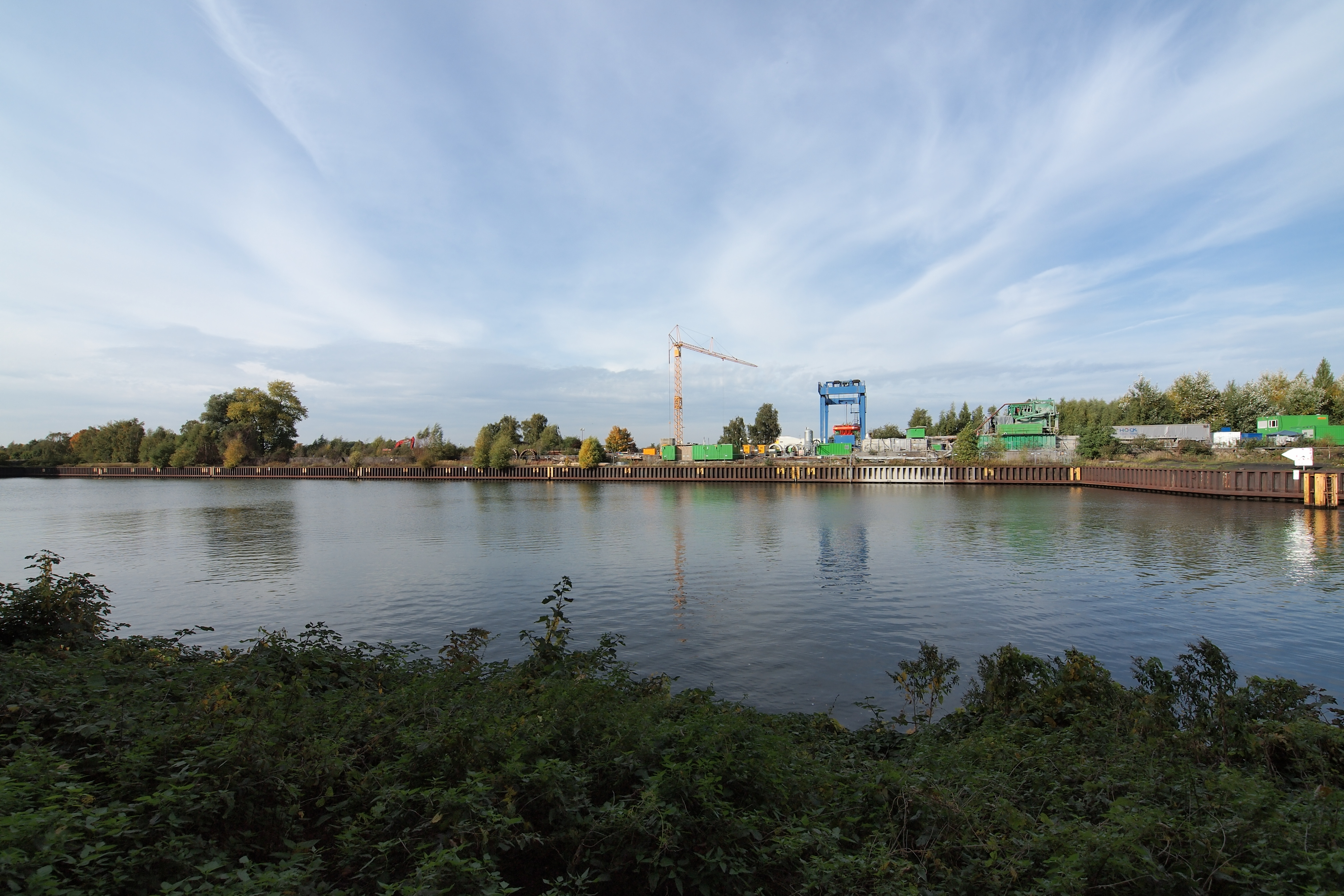
Hafen Hugo

Der Stadthafen Gelsenkirchen wurde im Juli 1914 eröffnet und ist damit der älteste Hafen am Rhein-Herne-Kanal. Der Hafen zweigt als Stichhafen mit zwei Hafenbecken am oberen Vorhafen der Schleuse Gelsenkirchen ab und besitzt eine Wasserfläche von 117.800 m². Betreibergesellschaft ist die Gelsenkirchener Hafenbetriebsgesellschaft mbH, eine Tochter der Stadtwerke Gelsenkirchen. Der Hafen ist in einen Industriehafen und einen Handelshafen unterteilt. Neben anderen Gütern werden im Hafen Gelsenkirchen vorwiegend Mineralöl- und Stahlprodukte sowie Malz und Getreide umgeschlagen. Der Umschlag des Hafens liegt bei 1,2 Mio. Tonnen im Jahr.

### Hafen Hugo
Der Hafen der ehemaligen Zeche Hugo besteht aus einem zum Kanal hin offenen Hafenbecken, das rückwärtig mit einer Spundwand abgetrennt ist. Die früheren Hafenanlagen sind vollständig entfernt. Im Hintergrund sieht man eine der Baustellen für den neuen Emscherkanal.

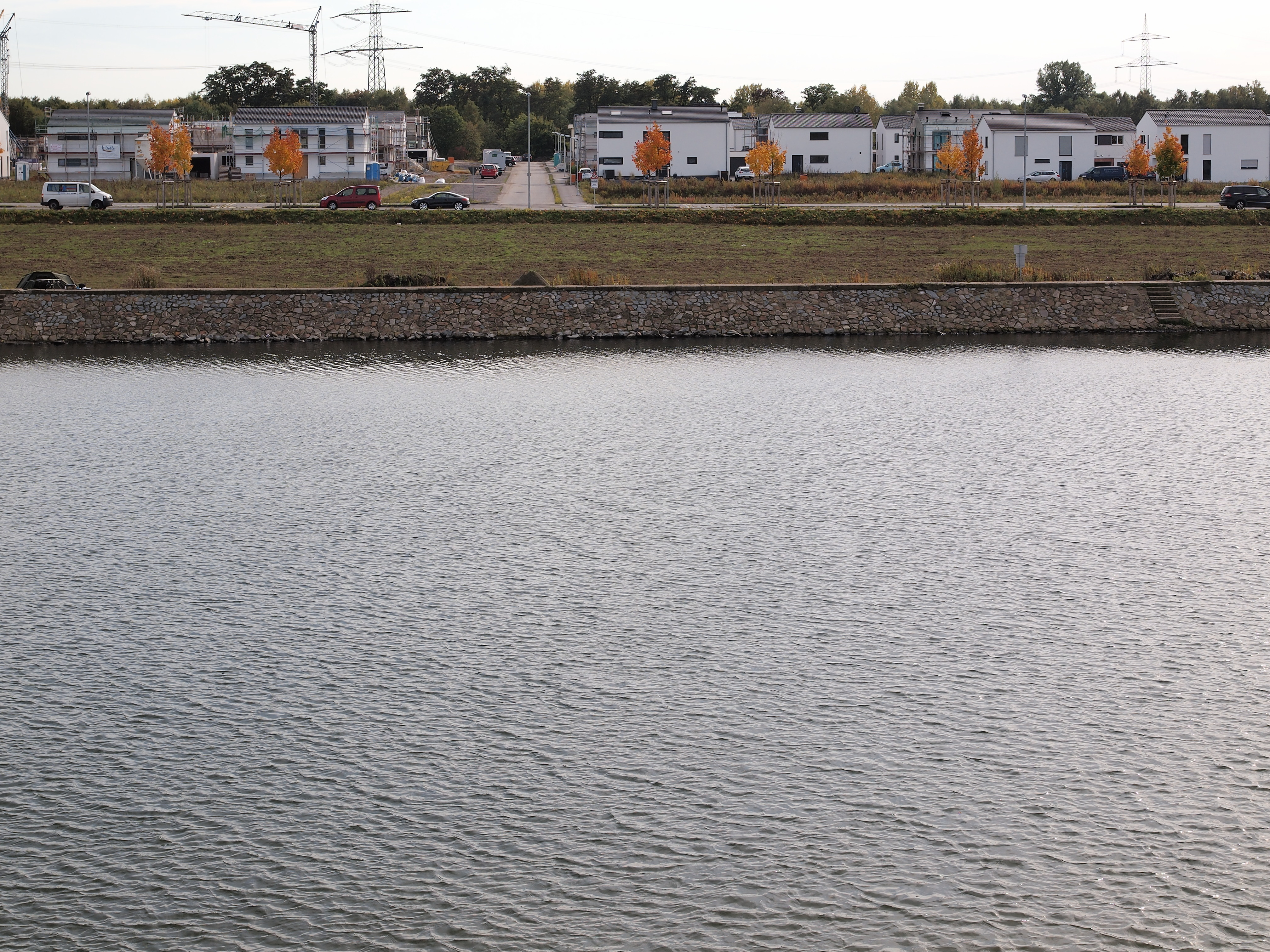
Teil des Hafenbeckens und neue Wohnbebauung

### Hafen Graf Bismarck
Beim Hafen der ehemaligen Zeche Graf Bismarck ist die die Zufahrt überbrückende Eisenbahnbrücke durch eine Geh- und Radwegbrücke ersetzt worden. Das abgeräumte Zechengelände wird gegenwärtig mit einer Siedlung aus Ein- und Mehrfamilienhäusern bebaut. Westlich des Hafens haben sich lokale Unternehmen angesiedelt; an der Uferpromenade sind im Stölting Harbor genannten Bürokomplex Gastronomieangebote sowie ein Club entstanden. Die Unternehmensgruppe betreibt auch die Marina des Hafens.

### Hafen Grimberg

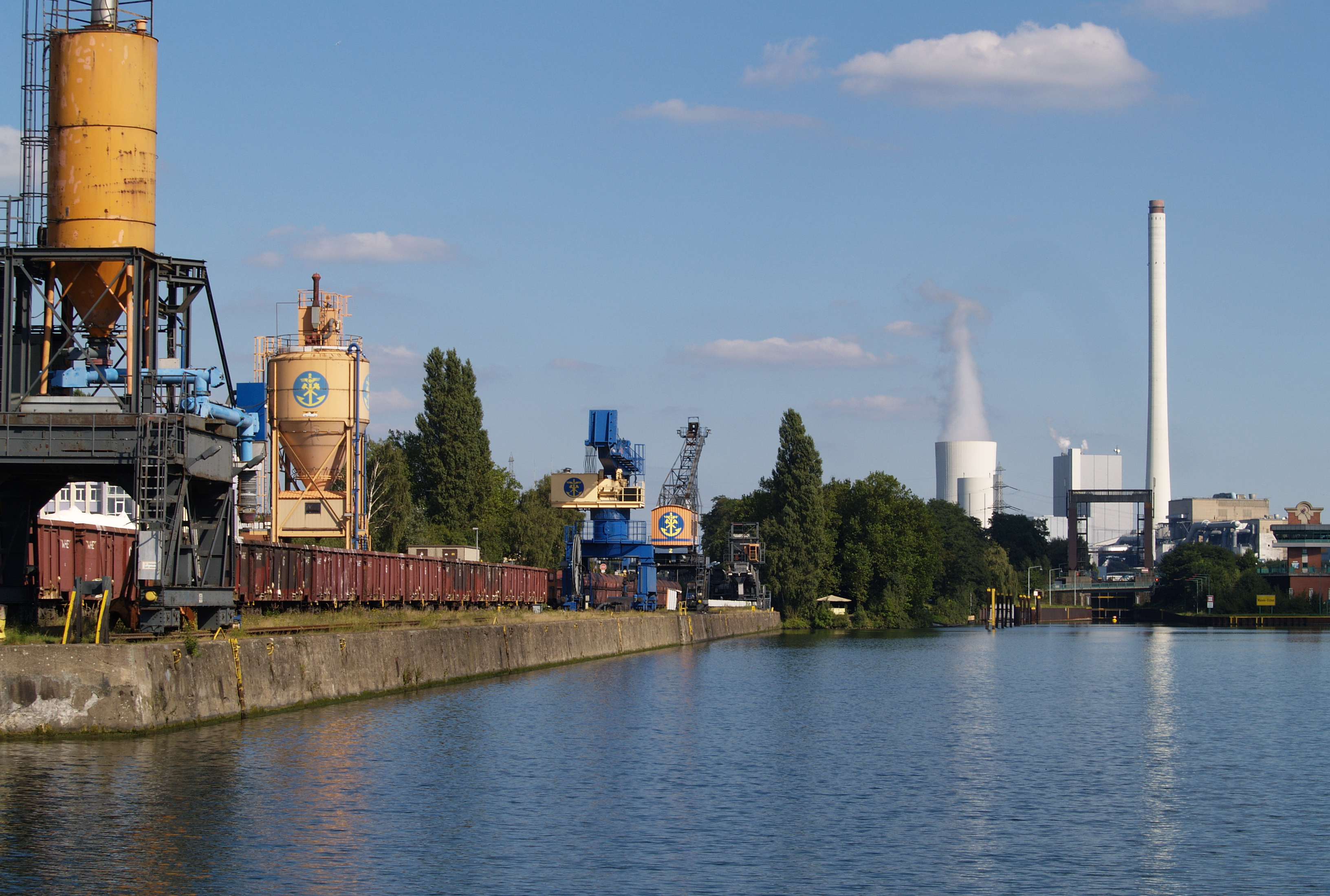
Westhafen Wanne

### Westhafen Wanne

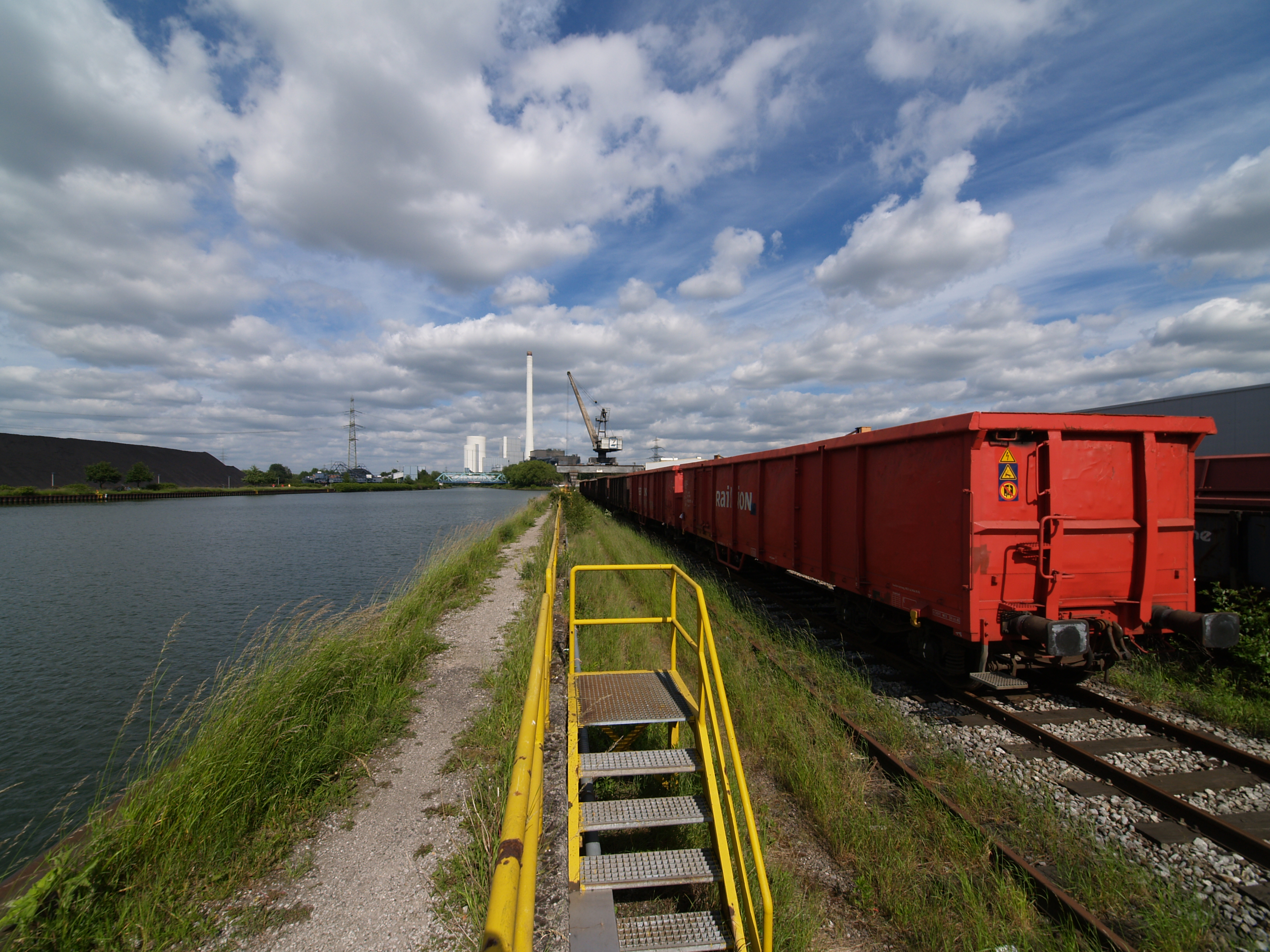
Wanne Osthafen, Verladeanlagen

Nachdem das Hafenbecken des Wanner Westhafens verfüllt wurde, um Platz für das Güterverkehrszentrum Emscher zu schaffen, besteht der Westhafen nur noch aus einer Kaimauer mit Verladeanlagen für Massengüter wie Kohle und z. B. Sand. Er wird von der Wanne-Herner Eisenbahn und Hafen GmbH betrieben.

### Osthafen Wanne
Der Osthafen wird wie der Westhafen von der Wanne-Herner Eisenbahn und Hafen GmbH betrieben. Hier ist Schrott ein bedeutendes Umschlaggut.

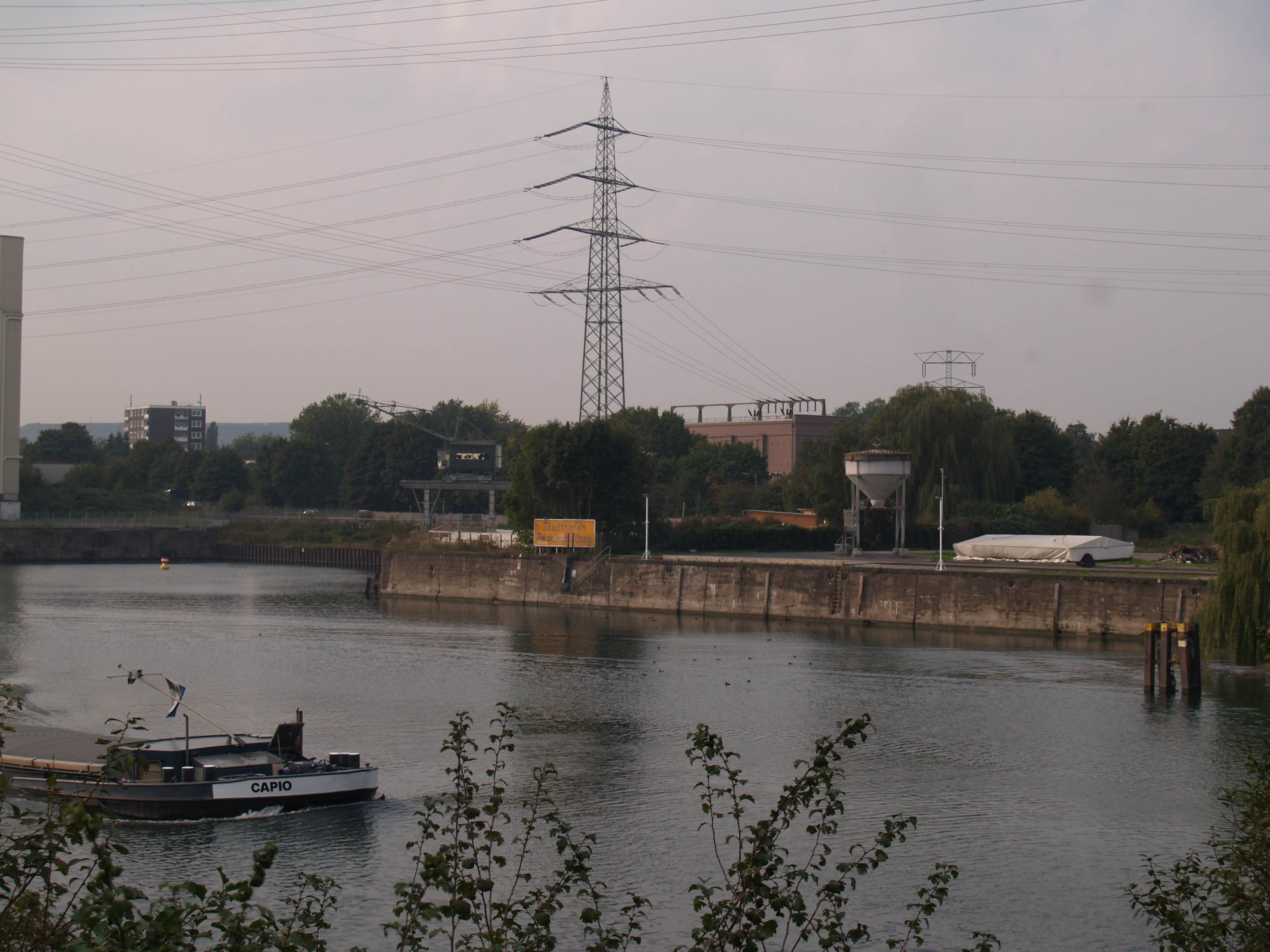
Die verlassenen Hafenanlagen 2005

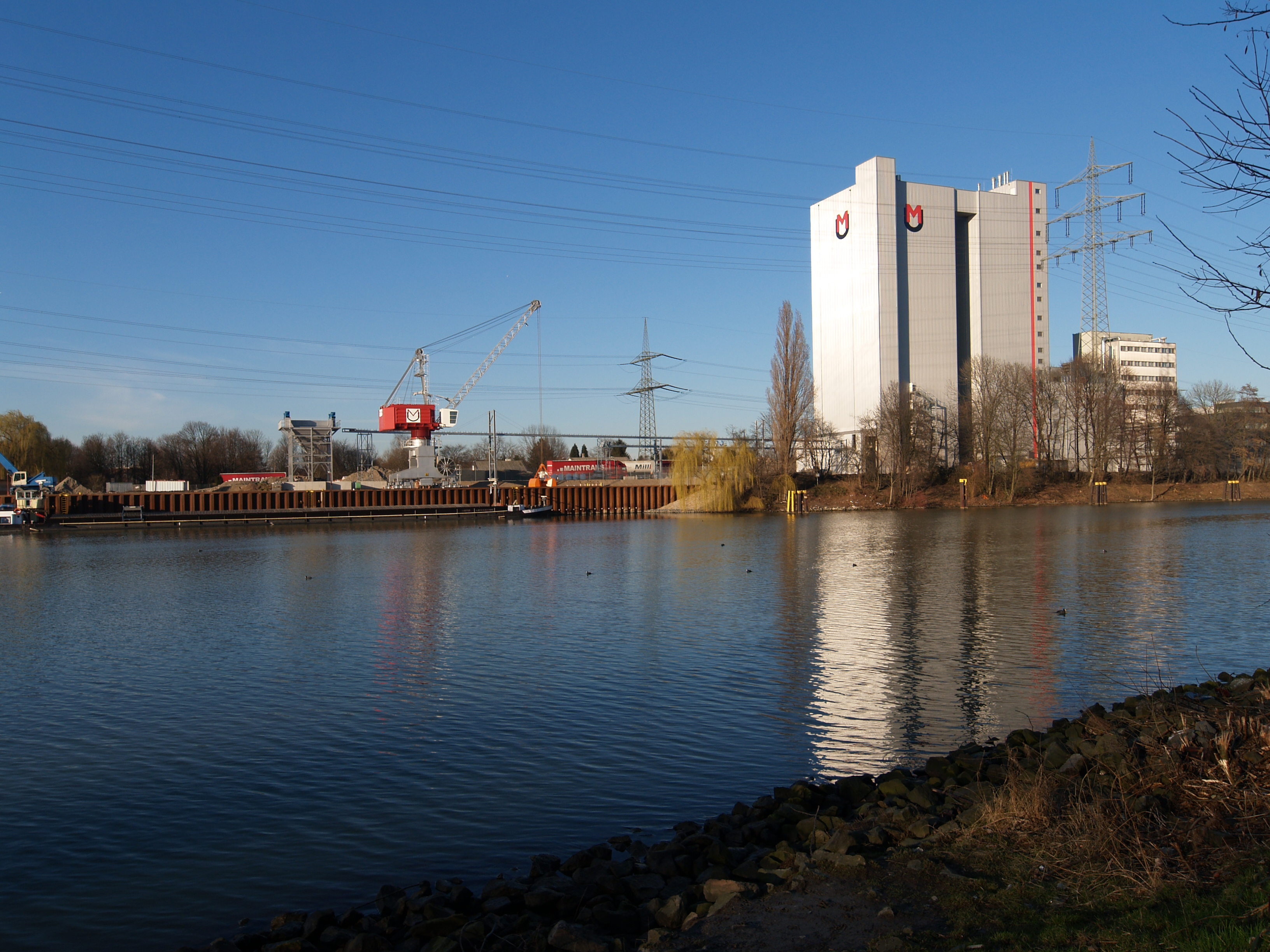
Erneuerung 2008, rechts die neuen Gebäude von Roland Mills United

### Stadthafen Recklinghausen
Ursprünglich hatte die Stadt Recklinghausen keinen Zugang zum Kanal, da die Stadtgrenze im Süden weitgehend dem Verlauf der Emscher folgte. Erst durch einen Gebietserwerb von der Stadt Herne wurde es möglich, den Stadthafen Recklinghausen auf städtischem Gebiet anzulegen. Nach anfänglicher Rentabilität wurde der Hafen vor einigen Jahren aufgegeben. Nur ein alter Hafenkran bezeugte noch die frühere Funktion. Durch neue Förderprojekte entwickeln sich in den letzten Jahren sowohl Gewerbe als auch Freizeitaktivitäten.

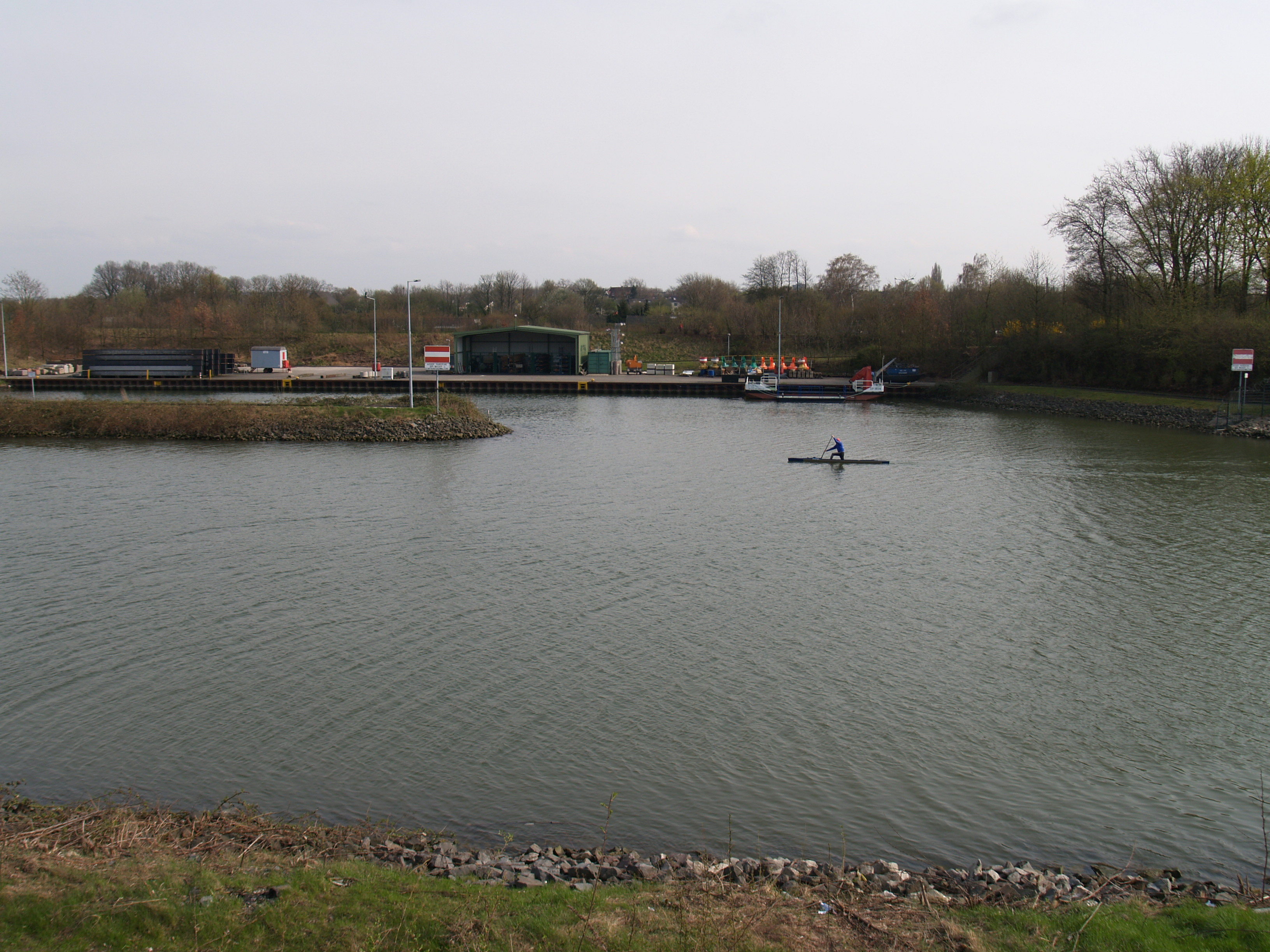
Bauhafen der WSV

### Bauhafen der Wasserstraßen- und Schifffahrtsverwaltung des Bundes
Der Bauhafen Herne des ehemaligen Wasser- und Schifffahrtsamtes Duisburg-Meiderich wurde im Zuge der Vertiefung des Kanals hier neu angelegt. Er dient der Wasser- und Schifffahrtsverwaltung zum Unterhalt des Kanals mit seinen Schleusen und Pumpwerken im Bereich von Essen bis Herne. Wartungs- und Instandsetzungsarbeiten werden von hier durchgeführt.

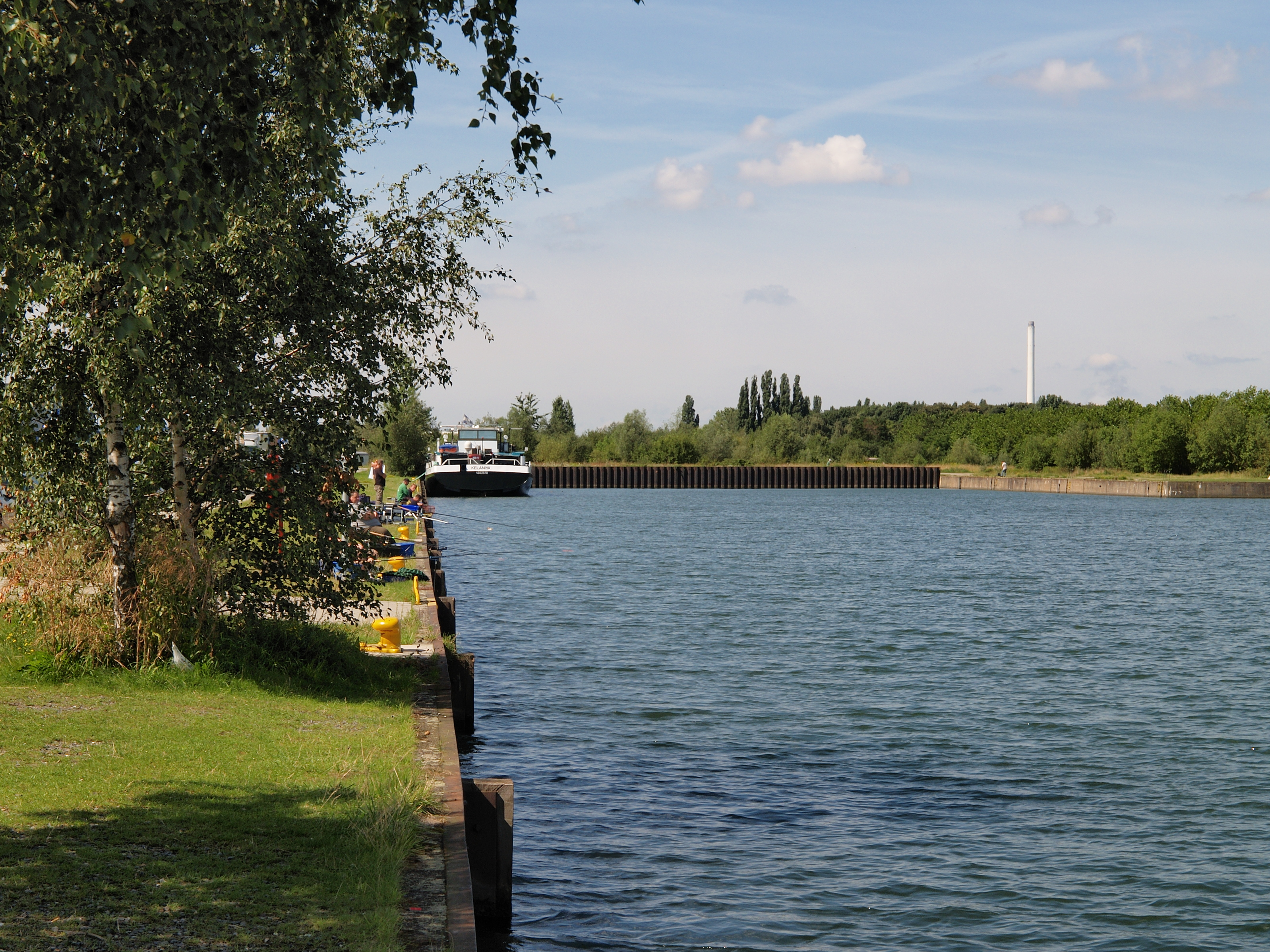
Kaimauer (links) u. Hafenbecken

### Hafen Friedrich der Große
Der Hafen Friedrich der Große diente ursprünglich zur Verladung der Kohleförderung der gleichnamigen Zeche und der Verladung von Stahlteilen des am Rand des Zechengeländes gelegenen Peiner Stahlhandels (zeitweilig war die Zeche Eigentum der Ilseder Hütte in Peine). An der Kaimauer gab es bis 2008 noch einen Gleisanschluss, der nach Stilllegung der Zeche nicht mehr genutzt wurde. Die Schienen wurden entfernt, und die Fläche dient nun Lastkraftwagen als Parkplatz. Östlich des Hafenbeckens hat sich auf dem Industriegelände „Friedrich der Große“ eine Stahlhandelsfirma angesiedelt, die mit einer überdachten Verladeanlage wetterunabhängig den Kanal für ihre Logistik nutzt. Der Hafen ist Teil des Herner Meeres, zu dem auch der Liege- und Jachthafen, der Schleusenvorhafen und der nun ebenfalls als Jachthafen genutzte Hafen der ehemaligen Zeche König Ludwig gehören. Im Bereich des Herner Meeres liegt nach Auskunft eines mit Grunduntersuchungen beschäftigten Bohrteams mit ca. neun Metern auch die tiefste Stelle des Kanals.

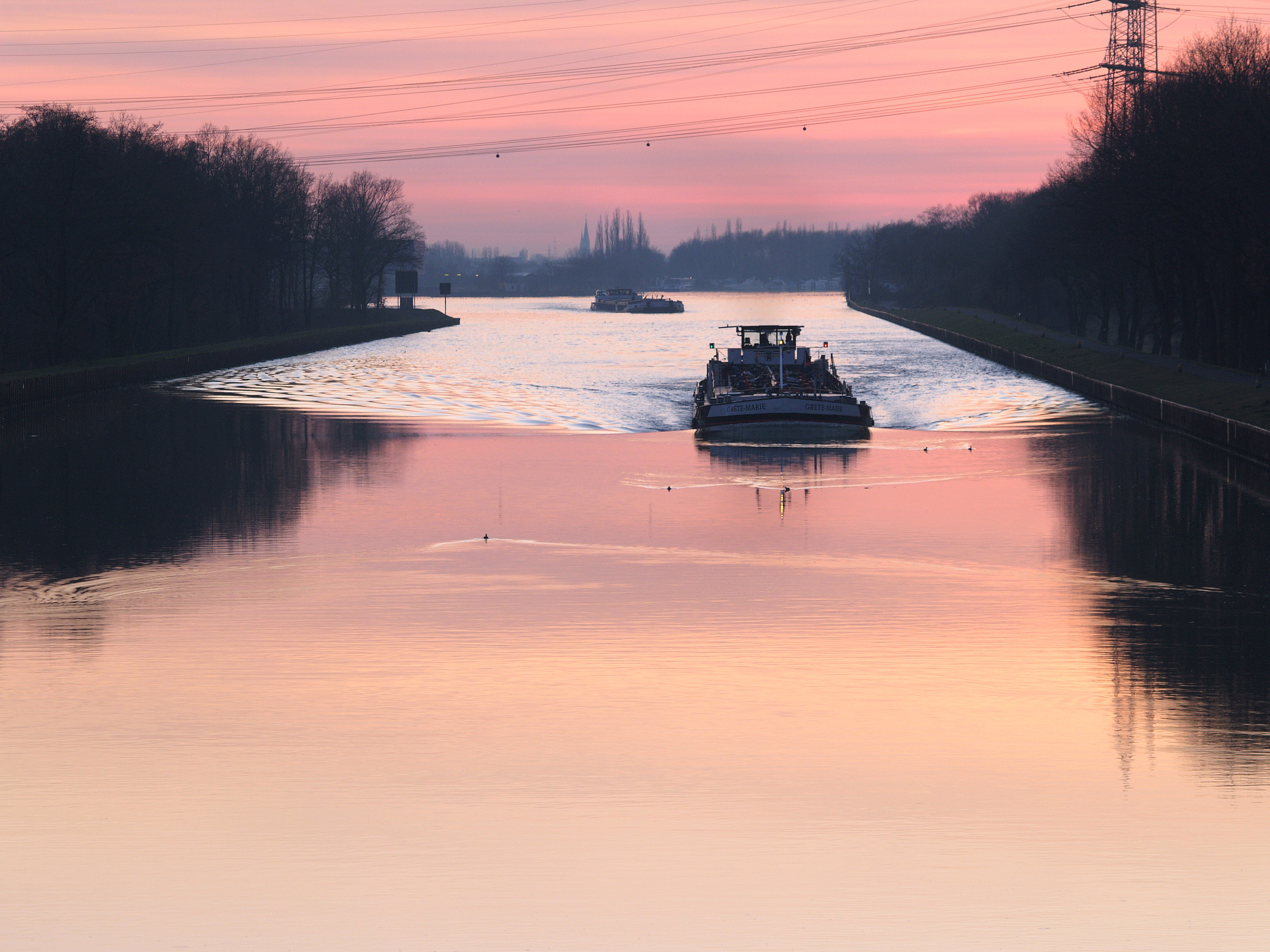
Der Sportboothafen rechts im Hintergrund

### Hafen König Ludwig
Der Hafen diente dem Kohleabsatz, aber auch der Materialanlieferung der ehemaligen Zeche König Ludwig. Er liegt bei Kanalkilometer 38 am Oberwasser der Schleuse Herne-Ost, auf der Nordseite gegenüber dem Hafen der Zeche Friedrich der Große. Das 1,7 ha große Hafenbecken wurde von Dezember 1897 bis 1898 angelegt, als das Teilstück des Kanals (damals Zweigkanal des Dortmund-Ems-Kanals) bereits geflutet wurde. 1912 wurden am Zechenhafen 360.096 t Güter umgeschlagen. 1913 wurde das Hafenbecken erweitert. Wegen Bergsenkungen musste die Kaimauer 1954 um 2,5 m erhöht werden. In den 1980er Jahren pachtete der Automobil- und Motorbootsport-Club Castrop-Rauxel e. V. das nicht mehr genutzte Hafengelände von der Ruhrkohle AG und betreibt es seitdem als Anlegehafen für Sportboote.
Am Hafen beginnt die König-Ludwig-Trasse, eine zum Geh- und Radweg umgebaute ehemalige Werksbahnstrecke. Sie verband die namensgebende Zeche König Ludwig mit dem Hafen.

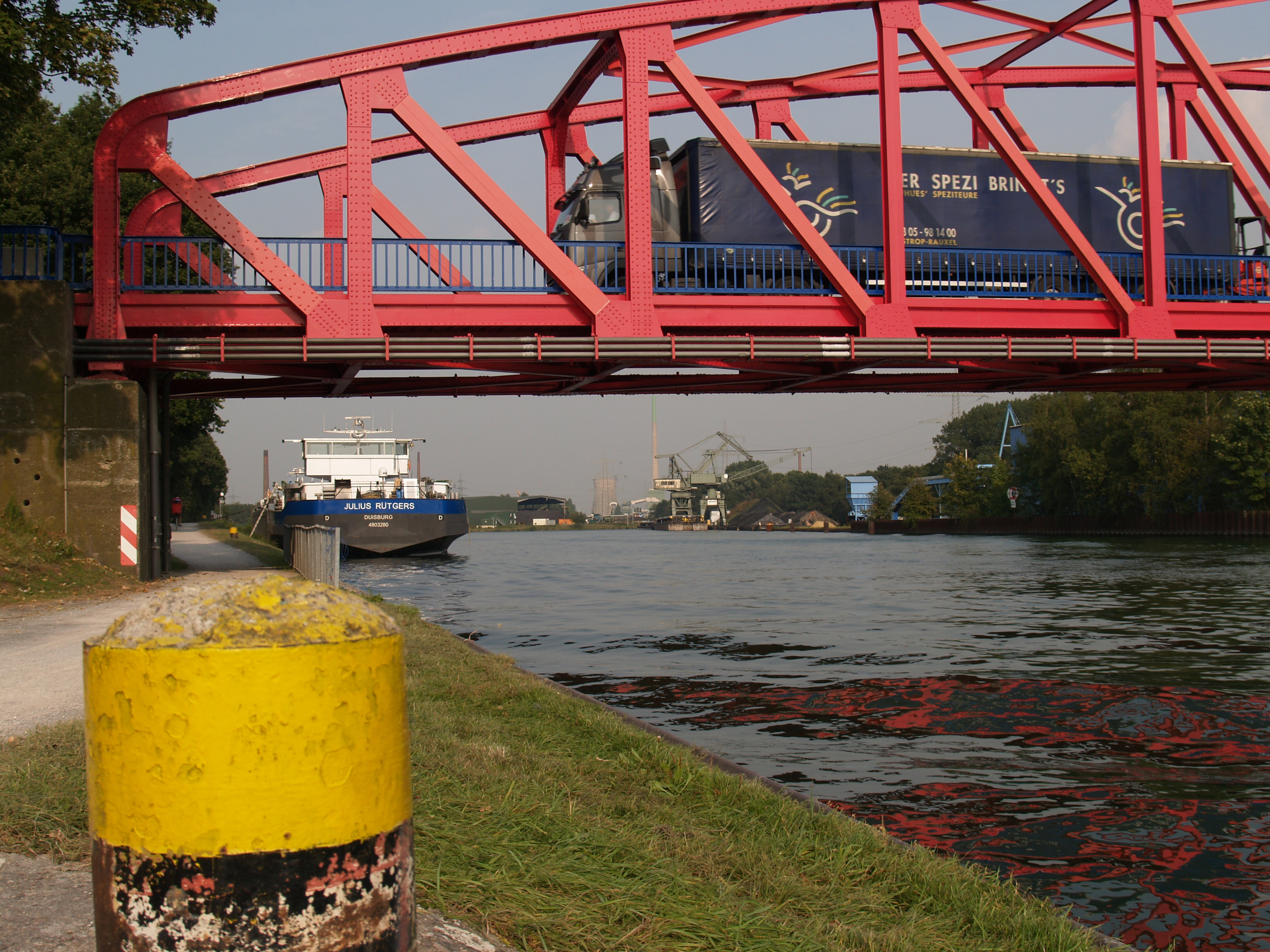
Kohlenverladung im Hafen Victor

### Hafen Victor
Der Hafen Victor wurde als Werkshafen der ehemaligen Zeche Victor angelegt. Der Hafen liegt auf dem Stadtgebiet von Castrop-Rauxel in der Nähe von Schloss Bladenhorst. Auch heute noch dient der Hafen dem Kohleumschlag, der mit Hilfe von zwei Portalkrananlagen abgewickelt wird.

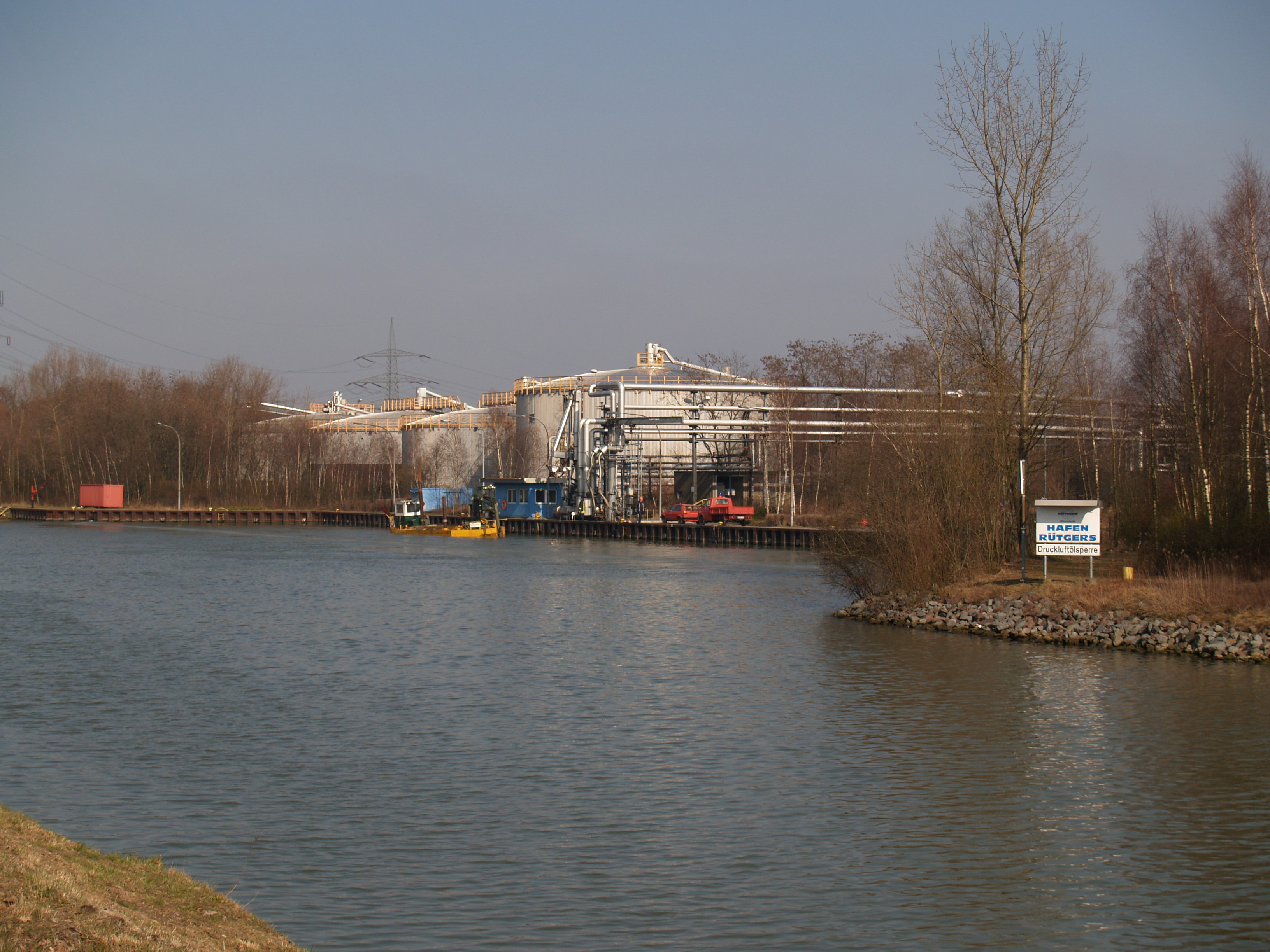
Hafen Rütgers

### Hafen Rütgers
Der Hafen der Rütgerswerke Rütgers Chemicals (gegründet von Julius Rütgers) liegt unweit des Hafens Victor an der Ostseite des Kanals, der hier einen leichten Knick nach Norden macht. Die Rütgerswerke beschäftigen sich mit der Teerchemie. Mengenmäßiges Hauptprodukt ist Pech aus Steinkohlenteer. Der Hafen verfügt über eine Druckluftölsperre.

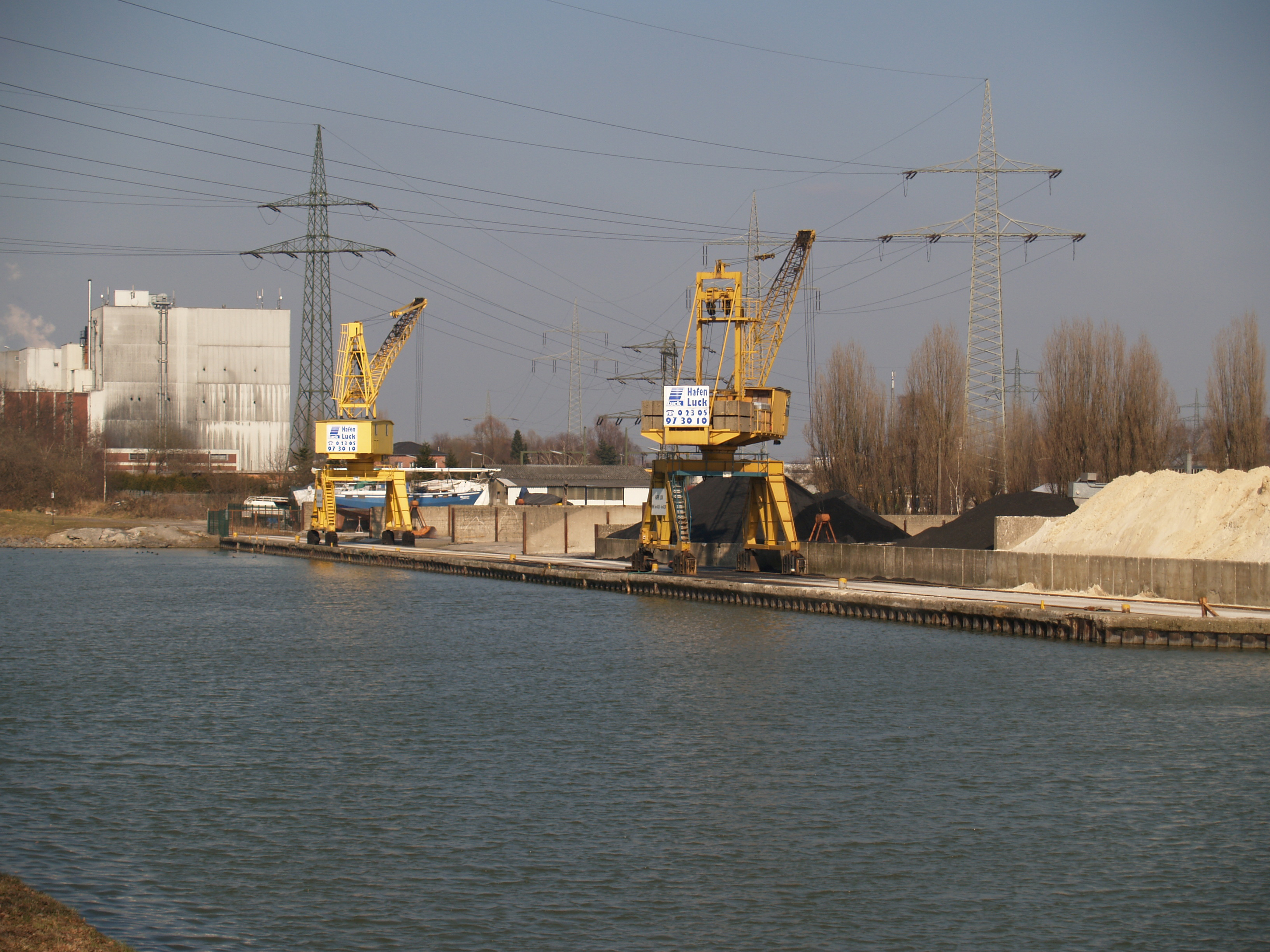
Hafen Luck

### Hafen Luck
Der Hafen Luck gehört zur Bau- und Baustofffirma Luck.

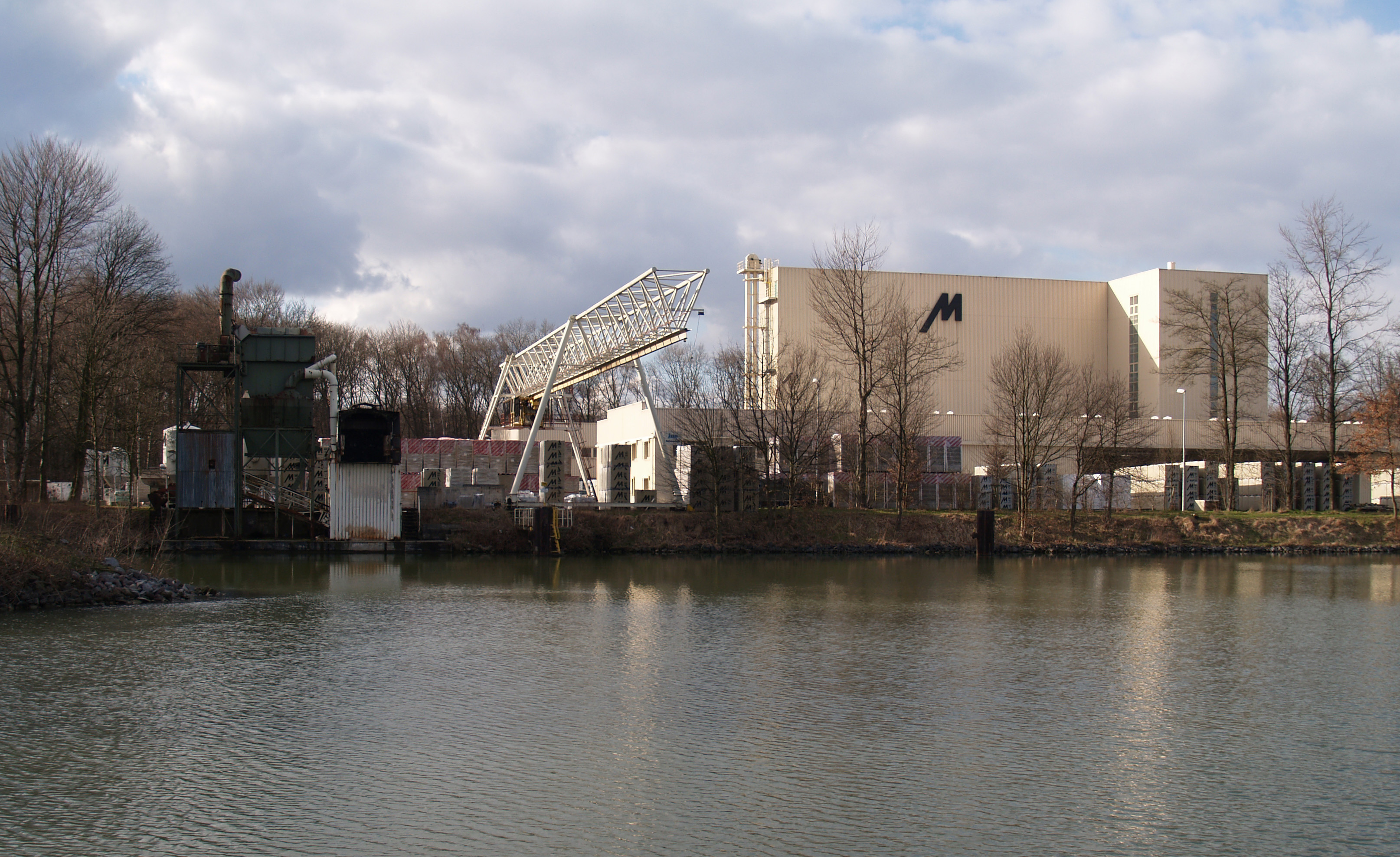
Hafen der Marmorit GmbH

### Hafen Knauf/Marmorit
Der Hafen des Baustoffproduzenten Knauf Marmorit GmbH ist eher eine Anlegestelle als ein ganzer Hafen. Er liegt an der Nordseite des Kanalseitenarms östlich der Brücke der Wartburgstraße in Castrop-Rauxel.

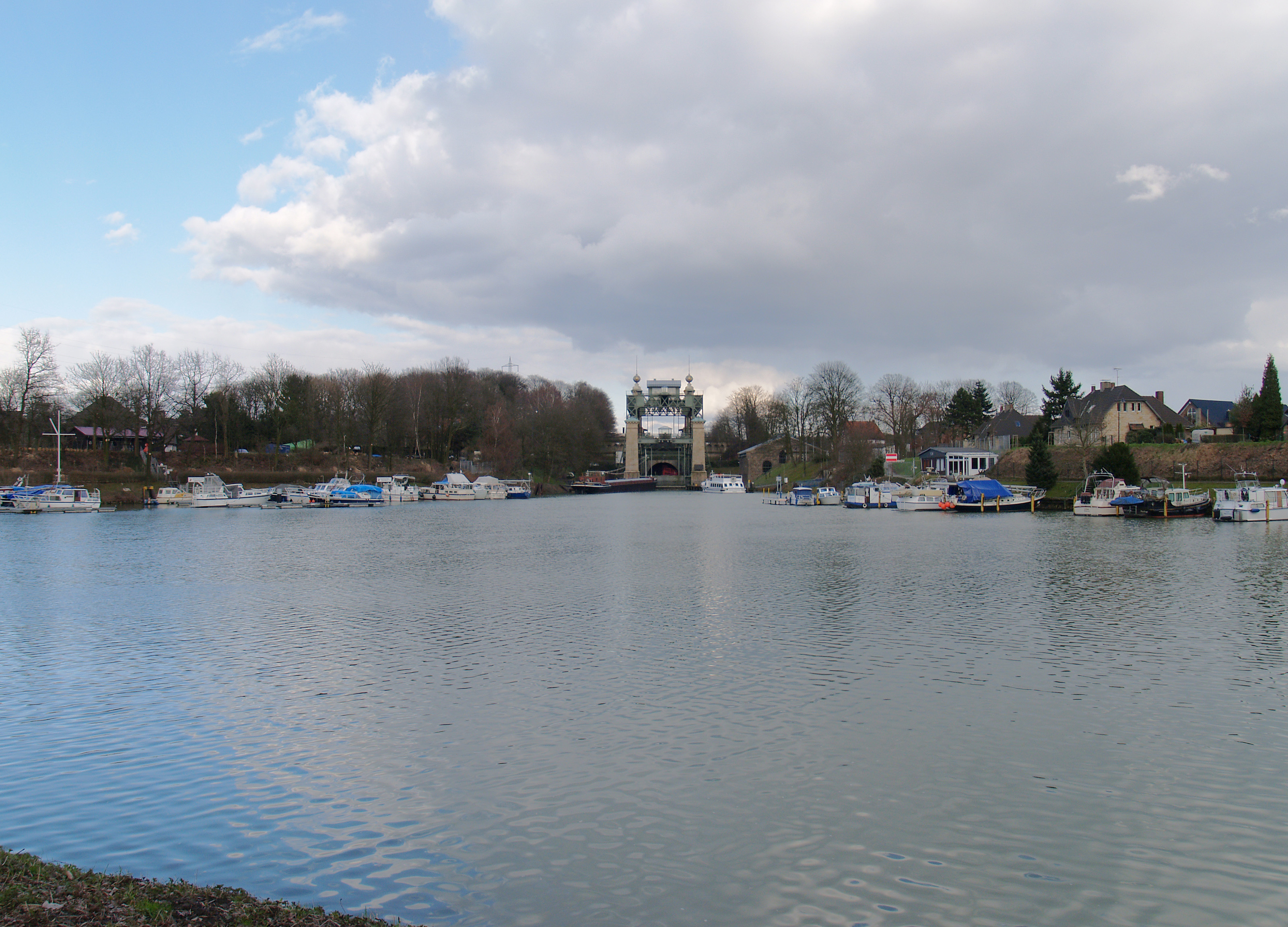
Der Vorhafen des alten Hebewerks in Henrichenburg

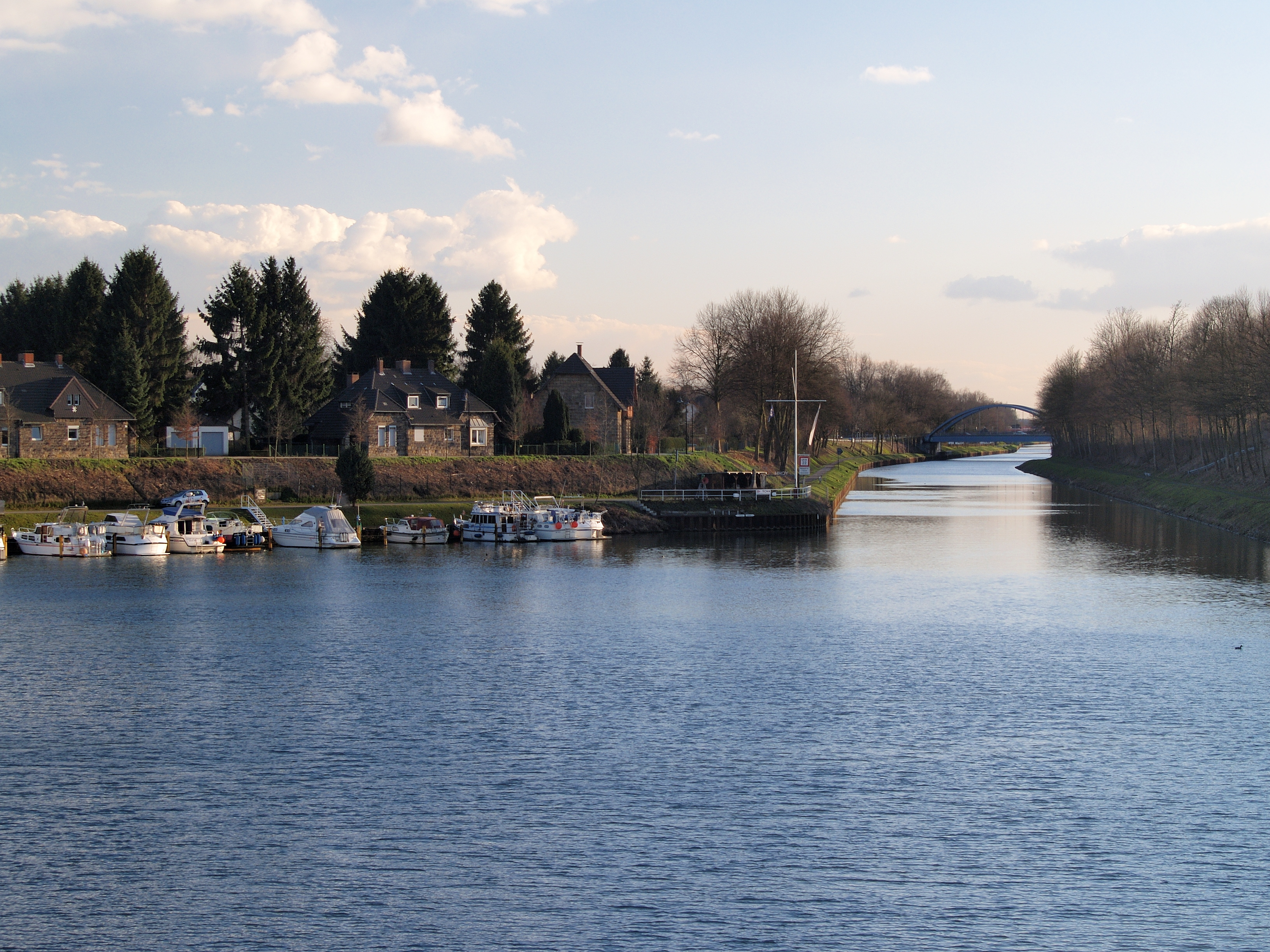
Übergang des Rhein-Herne-Kanals in den Dortmund-Ems-Kanal

### Vorhafen des alten Hebewerks Henrichenburg
Hier endet bei Kanalkilometer 45,6 der Rhein-Herne-Kanal und geht in den Dortmund-Ems-Kanal über.
Der Vorhafen wird als Liegeplatz für Sportboote und Museumsschiffe genutzt. Das Hebewerk selbst ist nicht mehr in Funktion. Es ist Teil des Schleusenparks Waltrop in der Route der Industriekultur – Kanäle und Schifffahrt.
Rechts im Hintergrund die Straßenbrücke der B 235, die Castrop-Rauxel mit Datteln verbindet.

## Fischerei im Rhein-Herne-Kanal
Der Landesfischereiverband Westfalen und Lippe e. V. ist als Pächter für die Bewirtschaftung und Hege der Fischbestände zuständig.
Im Rhein-Herne-Kanal vertretene Fischarten sind:
- Selten: Hecht und Regenbogenforelle
- Aal, Flussbarsch, Karpfen, Rapfen, Schleie, Wels und Zander
- Friedfische: Brassen, Rotauge und Rotfeder
- Zugewanderte / Invasive Arten: Schwarzmund-Grundel[14][15]

## Städte am Rhein-Herne-Kanal
- Duisburg
- Oberhausen
- Essen
- Bottrop
- Gelsenkirchen
- Herne
- Recklinghausen
- Castrop-Rauxel
- Waltrop (Einmündung in den Dortmund-Ems-Kanal)
- Datteln (Dortmund-Ems-Kanal)